# Mujeres en la Biblia

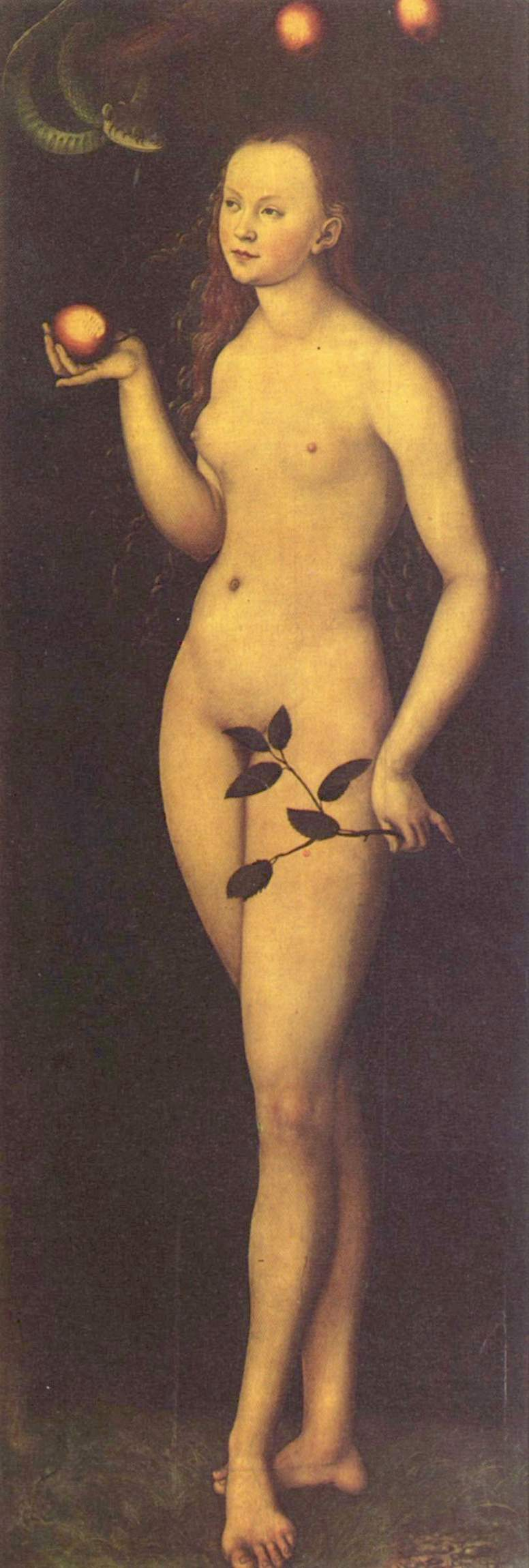
Eva, de Lucas Cranach el Viejo (1528).

Las mujeres en la Biblia son esposas, madres e hijas, vencedoras y víctimas, mujeres que cambiaron el curso de los acontecimientos históricos y también mujeres que son impotentes para afectar incluso sus propios destinos.
Las sociedades del Antiguo Oriente Próximo se han descrito tradicionalmente como patriarcales, y la Biblia como un documento escrito por hombres de una época en la que hombres y mujeres desempeñaban roles muy diferentes en la sociedad.  Las leyes matrimoniales en la Biblia favorecían a los hombres, al igual que las leyes de herencia, y las mujeres vivían bajo estrictas leyes de conducta sexual, siendo el adulterio un delito punible con la lapidación. Una mujer en los tiempos bíblicos antiguos siempre estaba sujeta a estrictas leyes de pureza, tanto rituales como morales. Los estudios recientes aceptan el patriarcado, pero también abogan por la heterarquía; la heterarquía reconoce que pueden existir al mismo tiempo diferentes estructuras de poder entre las personas, y que cada estructura de poder tiene sus propios arreglos jerárquicos puntuales. El dominio masculino era real, pero a la vez fragmentario, y las mujeres tenían sus propias esferas de influencia en las que estaban a cargo, incluso cuando ellas estaban bajo la autoridad de un hombre. : 27 
La mayoría de las mujeres en la Biblia no son mencionadas por su nombre propio, y las mujeres que si son nombradas representan solo del 5,5 al 8% de todos los personajes que se nombran en la Biblia. Las mujeres generalmente no se encuentran al frente de la vida pública en la Biblia, y aquellas cuyos nombres se mencionan suelen ser notables por razones fuera de lo común. Por ejemplo, a menudo están involucrados en el derrocamiento de las estructuras de poder humano en un dispositivo literario bíblico común llamado ''reversión''. Abigail y Ester, y Yael, quien clavó una estaca en la sien del comandante enemigo mientras dormía, son algunos ejemplos de mujeres que consiguieron superponerse a los hombres con poder. Las matriarcas fundadoras se mencionan por su nombre, al igual que algunas profetisas, juezas, heroínas y reinas, mientras que la mujer común es en gran parte, aunque no completamente, invisible. Se cuenta la historia de la esclava Agar, así como la historia de la prostituta Raab, entre algunas otras.
El Nuevo Testamento nombra a varias mujeres en el círculo íntimo de Jesús, y los eruditos consideran que él, a nivel general, trataba a las mujeres con respeto. El Nuevo Testamento también nombra mujeres en posiciones de liderazgo en la iglesia primitiva. Las opiniones sobre las mujeres en la Biblia han cambiado a lo largo de la historia y esos cambios se reflejan en el arte y la cultura. Existen controversias dentro de la iglesia cristiana contemporánea con respecto a las mujeres y su papel en la iglesia.

## Las mujeres, el sexo y la ley en las culturas circundantes
Casi todas las sociedades del Cercano Oriente de la Edad del Bronce (3000-1200 a. C.) y la Era Axial (800 a 300 a. C.) eran patriarcales y el patriarcado se estableció en la mayoría de civilizaciones en el 3000 a. C.  Las sociedades en la zona del Este como los acadios, hititas, asirios y persas relegaron a la mujer a una posición de inferioridad y subordinación. Hay muy pocas excepciones, pero se puede encontrar una en el tercer milenio a. C. con los sumerios que otorgaron a las mujeres una posición que era casi igual a la de los hombres. Sin embargo, para el segundo milenio, los derechos y el estatus de la mujer se redujeron progresivamente.: 42  : 4–5 
Mientras que en la zona del Oeste, el estatus de las mujeres egipcias era alto, y sus derechos legales se acercaron a la igualdad con los hombres a lo largo de los últimos tres milenios a. C. Algunas mujeres incluso llegaron a gobernar como faraones. : 7  Sin embargo, la historiadora Sarah Pomeroy explica que incluso en aquellas antiguas sociedades donde una mujer podía convertirse ocasionalmente en monarca, su posición no empoderaba a sus súbditos femeninos.
La erudita de clásicos Bonnie MacLachlan escribe que Grecia y Roma eran naturalmente culturas patriarcales.
Los roles que se esperaba que las mujeres cumplieran en todas estas sociedades antiguas eran predominantemente domésticos, con algunas excepciones notables, como Esparta, que alimentaba a las mujeres en igual medida que a los hombres y las entrenaba para luchar con la creencia de que las mujeres guerreras producirían niños más fuertes. Las opiniones predominantes de la Grecia antigua y clásica eran patriarcales; sin embargo, también hay una vena misógina presente en la literatura griega desde sus inicios. Una visión polarizada de la mujer permitió que algunos autores clásicos, como Tales, Sócrates, Platón, Aristóteles, Aristófanes y Filón, y otros, para escribir sobre las mujeres como ''el doble de malas que los hombres'', una ''raza perniciosa'', ''nunca en la que se puede confiar bajo ningún concepto'', y como una raza inherentemente inferior de seres separados de la raza de los hombres.
Roma estuvo fuertemente influenciada por el pensamiento griego. Sarah Pomeroy dice que ''la sociedad romana nunca alentó a las mujeres a participar en las mismas actividades que los hombres de la misma clase social''.  en El mundo de Odiseo, el erudito clásico Moses Finley dice: ''No hay duda de que Homero revela plenamente lo que siguió siendo cierto durante toda la antigüedad: que las mujeres eran consideradas inferiores por naturaleza (...)''.
Pomeroy también afirma que las mujeres desempeñaron un papel vital en la religión clásica griega y romana, a veces logrando una libertad en las actividades religiosas que se les niega en otros lugares. Las sacerdotisas a cargo de cultos oficiales como el de Atenea Polias en la antigua Atenas estaban bien pagadas, eran consideradas modelos a seguir y ejercían un poder social y político a tomar en cuenta. En los importantes Misterios eleusinos de la antigua Grecia, hombres, mujeres, niños y esclavos eran admitidos e iniciados en sus secretos sobre una base de completa igualdad. En Roma, las sacerdotisas de los cultos estatales, como las vírgenes vestales, pudieron alcanzar posiciones de estatus y poder. En Roma, las sacerdotisas de los cultos estatales, como las vírgenes vestales, pudieron vivir independientemente de los hombres, hicieron apariciones ceremoniales en eventos públicos y pudieron acumular una riqueza considerable. Ambas Antigua Grecia y Antigua Roma mujeres importantes celebradas-los festivales religiosos únicos durante qué mujeres eran capaces a socialize y vínculos de complexión con cada otro.  Aunque la ''mujer ideal'' descrita en los escritos y dichos de los filósofos y líderes masculinos era aquella que se mantendría fuera de la vista del público y se ocuparía del funcionamiento de su hogar y de la crianza de sus hijos, en la práctica, algunas mujeres tanto en la Antigua Grecia como en la Antigua Roma pudieron alcanzar una influencia considerable fuera del ámbito puramente doméstico.
Las leyes en las sociedades patriarcales regulaban tres tipos de infracciones sexuales que involucraban a las mujeres: La violación, la fornicación (que incluye el adulterio y la prostitución) y el incesto.  Hay una homogeneidad en estos códigos a lo largo del tiempo y a través de las fronteras, lo que implica que los aspectos de la vida que estas leyes hicieron cumplir fueron prácticas establecidas dentro de las normas y valores de las distintas poblaciones. El uso prominente del castigo corporal, la pena capital, la mutilación corporal, la ley del talión de 'ojo por ojo' y los castigos indirectos (hijos para sus padres) eran lo normal en toda la ley mesopotámica. Ur-Nammu, quien fundó la Tercera Dinastía sumeria de Ur en el sur de Mesopotamia, patrocinó el código de leyes más antiguo que se conservan, que datan aproximadamente del 2200 a. C. La mayoría de los demás códigos de leyes datan del segundo milenio a. C. Incluido el famoso código de Hammurabi, que data alrededor del 1750 a. C. Las leyes antiguas favorecían a los hombres, protegiendo los derechos de procreación de los hombres como un valor común en todas las leyes relativas a la mujer y el sexo.
En todos estos códigos, la violación se castiga de manera diferente según se produzca en la ciudad donde se pueden escuchar las llamadas de auxilio de una mujer o en el campo donde no se pueden escuchar (como en Deuteronomio 22:23-27). : 12  Las leyes hititas también condenan a una mujer violada en su casa asumiendo que el hombre no pudo haber entrado sin su permiso.: 198, 199  La fornicación es un término amplio para una variedad de comportamientos sexuales inapropiados, en los que se incluyen el adulterio y la prostitución. En el código de Hammurabi y en el código asirio, tanto la mujer adúltera como su amante deben ser atados y ahogados, pero el perdón podría proporcionar un indulto. En la ley bíblica, (Levítico 20:10; Deuteronomio 22:22) el perdón no es una opción: ambos amantes deben morir (Deuteronomio 22:21,24). Nunca se hace mención de un hombre adúltero en ningún código. En Hammurabi, una mujer puede solicitar el divorcio, pero debe demostrar su valía moral o, por el contrario, morir ahogada por pedirlo en primer lugar. En todos los códigos es suficiente que dos personas solteras que tengan una relación sexual se casen. Sin embargo, si un esposo posteriormente acusaba a su esposa de no haber sido virgen cuando se casaron, sería lapidada. : 94, 104 
Hasta los códigos introducidos en la Biblia hebrea, la mayoría de los códigos legales permitían la prostitución. Las académicas clásicas Allison Glazebrook y Madeleine M. Henry dicen que las actitudes con respecto a la prostitución ''llegan al núcleo de la actitud social hacia el género y las construcciones sociales de la sexualidad''.: 3  Muchas mujeres en una variedad de culturas antiguas fueron obligadas a prostituirse. : 413   Muchas eran niñas y adolescentes. Según el historiador Heródoto del siglo V a. C., la prostitución sagrada de los babilonios era ''una costumbre vergonzosa'' que requiere que todas las mujeres del país vayan al recinto de Venus y se relacionen con un desconocido. : 211   Algunas esperaron años para ser liberadas mientras eran utilizadas sin posibilidad de elección. Los rituales de iniciación de devdasi de niñas preadolescentes incluían una ceremonia de desfloración que otorgaba a los sacerdotes el derecho a tener relaciones sexuales con todas las niñas del templo. En Grecia, las esclavas estaban obligadas a trabajar como prostitutas y no tenían derecho a declinar.: 3   El código de la Biblia hebrea es el único de los códigos de esta época que condena la prostitución. : 399–418 
En el código de Hammurabi, como en Levítico, el incesto es condenado y castigado con la muerte, sin embargo, el castigo depende de si el honor de otro hombre ha sido comprometido. : 61  Génesis pasa por alto el incesto repetidamente, y en el Segundo Libro de Samuel y en la época del rey David, Tamar todavía puede ofrecer matrimonio a su medio hermano como alternativa a la violación. En Éxodo, Levítico y Números se condenan todas las relaciones sexuales entre parientes. : 268–274 

## Biblia hebrea (Antiguo Testamento)

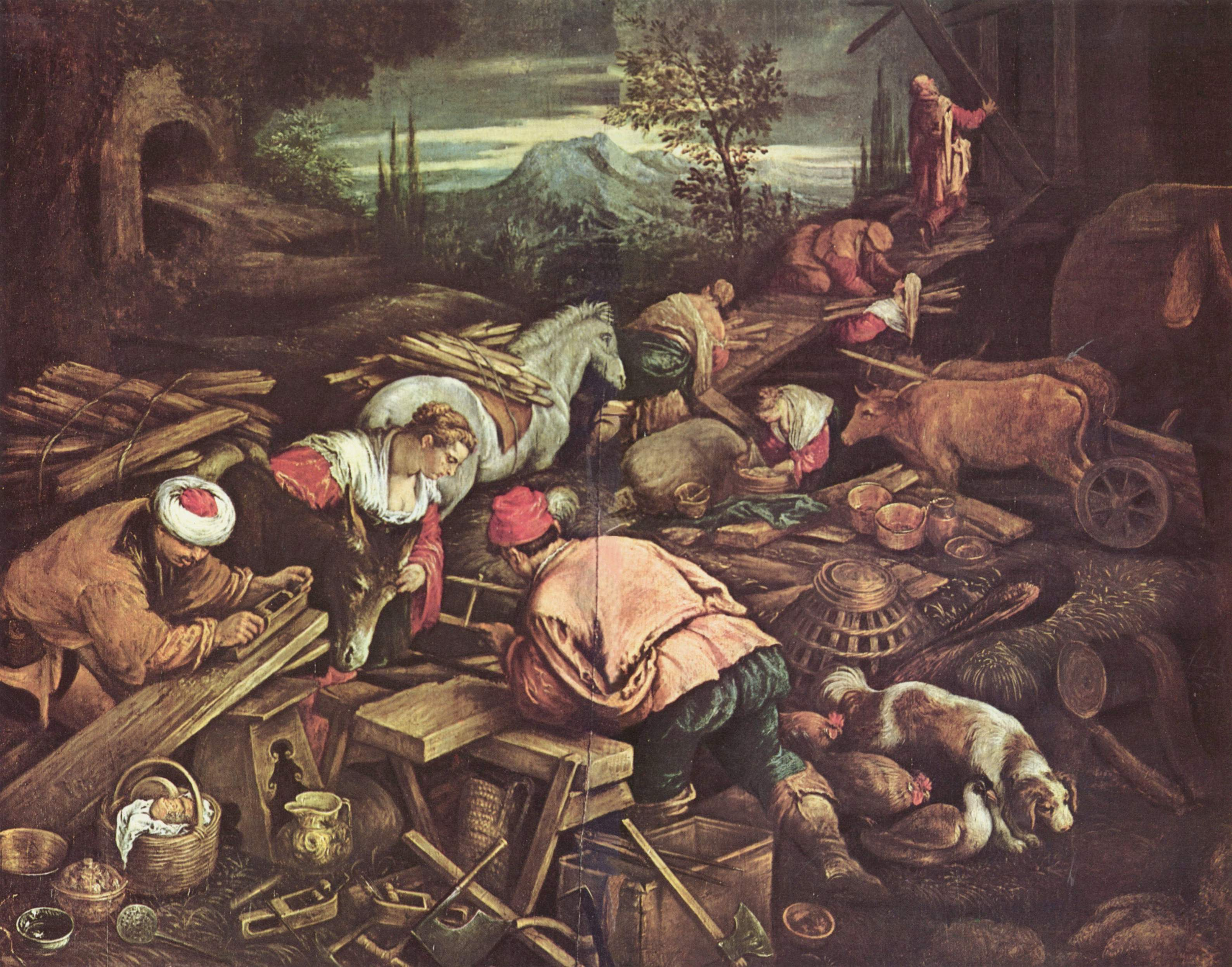
La construcción del arca de Noé representa a las ocho personas que se dice que están en el arca, incluidas las cuatro esposas, todas sin nombre en el Libro del Génesis. Jacopo Bassano,.

De acuerdo con la enumeración judía tradicional, el canon hebreo se compone de 24 libros escritos por varios autores, que utilizan principalmente el hebreo y algo de arameo, que surgieron en un lapso de casi un milenio. Los primeros textos de la Biblia hebrea reflejan una civilización del Cercano Oriente de la Edad del Bronce tardía, mientras que su último texto, que la mayoría de los eruditos cree que es el Libro de Daniel, proviene de un mundo helenístico del siglo II a. C.
En comparación con el número de hombres, pocas mujeres se mencionan en la Biblia por su nombre. El número exacto de mujeres nombradas y no nombradas en la Biblia es algo incierto debido a una serie de dificultades involucradas en el cálculo del total. Por ejemplo, la Biblia a veces usa diferentes nombres para la misma mujer, los nombres en diferentes idiomas se pueden traducir de manera diferente y algunos nombres se pueden usar tanto para hombres como para mujeres. La profesora Karla Bombach dice que un estudio arrojó un total de 3000-3100 nombres, 2900 de los cuales son hombres y 170 del total son mujeres. Sin embargo, la posibilidad de que se repitieran los nombres produjo el recálculo de un total de 1700 nombres personales distintos en la Biblia, de los cuales 137 eran mujeres. En otro estudio más de la Biblia hebrea solamente, hubo un total de 1426 nombres con 1315 pertenecientes a hombres y 111 a mujeres. El setenta por ciento de las mujeres nombradas y no nombradas en la Biblia provienen de la Biblia hebrea. : 33, 34  ''A pesar de las disparidades entre estos diferentes cálculos,... [sigue siendo cierto que] las mujeres o los nombres de mujeres representan entre el 5,5 y el 8 por ciento del total [de los nombres en la Biblia], un reflejo asombroso del carácter androcéntrico de la Biblia''. : 34  Un estudio de mujeres cuyas palabras citadas se registran 93, de las cuales se nombra a 49 mujeres.
La mujer hebrea promedio, ordinaria y cotidiana es ''en gran parte invisible'' en las páginas de la Biblia, y las mujeres que se ven son las inusuales que alcanzaron prominencia.: 5  Estas mujeres prominentes incluyen a las matriarcas Sara, Rebeca, Raquel y Lea, Miriam la profetisa, Débora la jueza, Hulda la profetisa, Abigaíl, quien se casó con David, Raab y Ester.  Un fenómeno común en la Biblia es el papel fundamental que las mujeres toman para subvertir las estructuras de poder creadas por el hombre. Lo cual es a menudo un deriva en un resultado más justo que el que habría tenido lugar en circunstancias normales.: 68   El profesor de derecho Geoffrey Miller explica que estas mujeres no recibieron oposición por los roles que desempeñaron, sino que fueron honradas. : 127 

### Puntos de vista de la Biblia Hebrea sobre el género
Ha habido un acuerdo sustancial durante más de cien años, entre una amplia variedad de intelectuales, de que la Biblia Hebrea es un documento, mayoritariamente patriarcal de una época patriarcal. El estudioso del Nuevo Testamento Ben Witherington III dice que esto ''limitó los roles y funciones de la mujer al hogar y los restringió severamente: (1) sus derechos a la herencia, (2) su posibilidad de elección de relación, (3) su capacidad para seguir una educación religiosa o participar plenamente en una sinagoga, y (4) limitó su libertad de movimiento''. La intelectual y erudita bíblica Phyllis Trible dice que ''existen evidencias considerables que representan a la Biblia como un documento de supremacía masculina''. La teóloga Eryl Davies dice que el ethos patriarcal se refleja sobre todo en escritos, que van desde los textos y documentos legales hasta las narrativas, y desde los dichos proféticos hasta la literatura sapiencial. Estudios más recientes se cuestionan seriamente algunos aspectos sobre esto.
Meyers prefiere la heterarquía por sobre el patriarcado como el término apropiado para describir las actitudes de los antiguos israelitas hacia el género. Ya que la heterarquía es más flexible y reconoce que diferentes ''estructuras de poder pueden existir a la par en cualquier sociedad dada, y cada estructura específica tiene sus propios convenios jerárquicos que pueden llegar a cruzarse lateralmente''. : 27 Meyers dice que la hegemonía masculina era real pero que estaba fragmentada, y que las mujeres también tenían sus propias esferas de influencia. : 27 Las mujeres eran las responsables de las ''actividades de mantenimiento'', incluida la vida económica, social, política y religiosa tanto en el hogar como en la comunidad. : 20 El Antiguo Testamento enumera un total de veinte puestos diferentes y de carácter profesional que las mujeres podían llegar a ocupar sin problemas en el antiguo Israel. : 22, 23 Meyers en este caso cita a la profesora Tikva Frymer-Kensky diciendo que las leyes del Deuteronomio eran justas para las mujeres exceptuando las cuestiones de sexualidad.
Frymer-Kensky dice que existen evidencias sobre una aparente ''ceguera de género'' en la Biblia hebrea. : 166–167  A diferencia de muchas otras literaturas antiguas, la Biblia Hebrea nunca hace mención o justifica la subordinación cultural retratando a las mujeres como merecedoras de menos debido a su naturaleza ''intrínsecamente maligna''. La descripción bíblica dada de la cultura en la Edad del Bronce temprana hasta la Era Axial, describe la ''esencia'' de la mujer (como la visión metafísica de la Biblia del ser y la naturaleza), tanto del hombre como de la mujer como ''creados a la imagen y semejanza de Dios'', y por lo tanto ninguno inherentemente inferior en naturaleza. : 41, 42 En la Biblia hebrea no existen discusiones sobre la naturaleza de las mujeres, ni nada remotamente parecido. Las narraciones bíblicas no muestran a las mujeres expresando sus metas, objetivos, deseos o estrategias, tampoco usando métodos que varíen de los que usan los hombres que no tienen autoridad.: xv El erudito en estudios judaicos David R. Blumenthal explica que estas estrategias se valían de un ''poder informal'' que era muy diferente al de los hombres con autoridad. : 41, 42 No hay rasgos de personalidad descritos como exclusivos del género femenino en la Biblia hebrea. : 166–167 La mayoría de los teólogos están de acuerdo en que la Biblia hebrea no representa al esclavo, al pobre o a la mujer, de maneras extraordinarias ni diferentes a la manera en que lo hacían cualquiera de las otras sociedades en su mismo contexto histórico. : 18  : 15–20  : 41, 42  : 166–167 
La Biblia Hebrea a menudo ilustra a las mujeres como victoriosas, líderes y heroínas con cualidades que Israel debería tomar de ejemplo e imitar. Mujeres como Agar, Tamar, Miriam, Raab, Débora, Ester y Yael, se encuentran entre muchas de las ''salvadoras'' femeninas de Israel. Tykva Frymer-Kensky dice que ''las historias sobre los vencedores siguen el paradigma de la historia sagrada central de Israel: los más bajos se elevan, los marginales se integran y el pobre amasa riqueza''. : 333–337  Ella continúa diciendo que estas mujeres conquistaron al enemigo ''por su ingenio y audacia es que eran representaciones simbólicas de su pueblo y apuntaban a la salvación de Israel''. : 333–337 
La Biblia Hebrea también retrata a las mujeres como víctimas. : 166–167 Por ejemplo, en Números 31, Los israelitas masacran al pueblo de Madián, a excepción de 32.000 mujeres jóvenes y vírgenes las cuales son tomadas por los israelitas como botín de guerra.  Frymer-Kensky dice que aquel que fue ''autor de la Biblia'' usa a las mujeres vulnerables de manera simbólica ''como imágenes de un Israel que también es pequeño y vulnerable...'' : 333–337 También agrega: ''Esto no es una narración misógina, sino algo mucho más complejo de entender en el que el tratamiento de las mujeres se convierte en la clave de la moralidad del orden social''. : 174 El profesor de religión J. David Pleins dice que el historiador del Deuteronomio incluye estas narraciones para demostrar los males  que acarrea la vida sin un santuario centralizado y una autoridad política única.
Las mujeres tenían algún papel activo en la vida ritual de la religión tal como se representa en la Biblia, aunque no podían ser sacerdotisas, en aquel entonces, tampoco podía serlo cualquier hombre; sólo los varones levitas podían ser sacerdotes. Se requería que las mujeres (al igual que los hombres) hicieran una peregrinación al Templo en Jerusalén una vez al año (los hombres en cada uno de los tres festivales principales, si es que podían) y que ofrecieran el sacrificio de la Pascua. : 41 También lo harían en ocasiones especiales y únicas de sus vidas, como dar una ofrenda todah (''dar las gracias'') después del parto. Por lo tanto, participaban en muchos de los principales roles religiosos públicos que los hombres no levíticos podían, aunque a su vez lo hacían con menos frecuencia y en una escala relativamente más pequeña, generalmente de manera más discreta. : 167–169 La estudiosa del Antiguo Testamento Christine Roy Yoder dice que en el Libro de los Proverbios, el atributo divino de la Sabiduría Sagrada se presenta como uno de índole femenino. Ella señala que ''de cierta manera'' tal referencia eleva a las mujeres, y que ''a su vez'' la mujer es ''rara'' también en Proverbios, pues ''esparce el estereotipo de mujer como absolutamente buena o absolutamente mala''.

#### Economía
En las sociedades agrarias tradicionales, el papel de la mujer en el bienestar económico del hogar era esencial. El antiguo Israel no tuvo una economía de mercado desarrollada durante la mayor parte de la Edad del Hierro, por lo que el papel de la mujer en la producción de mercancías era esencial para la supervivencia. : 22  Meyers dice que "las mujeres eran en gran parte responsables del procesamiento de los alimentos, la producción textil y la confección de diversos implementos domésticos y recipientes (herramientas de moler, vasijas de piedra y cerámica, cestas, implementos para tejer y herramientas de costura). Muchas de estas tareas no solo consumían mucho tiempo y eran físicamente exigente, sino que eran también tecnológicamente sofisticadas". Como señaló el antropólogo Jack Goody, debido a que las mujeres podían transformar lo crudo en cocido y producir otros productos básicos, se consideraba que tenían la capacidad de "hacer... maravillas". : 22 
Esto se tradujo en que el poder en el hogar era parcialmente compartido. Según Meyers, las mujeres tenían voz en las actividades relacionadas con la producción y el consumo, la asignación de espacios domésticos e implementos, la supervisión y asignación de tareas, y la utilización de los recursos dentro de sus propios hogares y, a veces, entre hogares. : 22   Meyers agrega que "en las sociedades tradicionales comparables al antiguo Israel, cuando las mujeres y los hombres hacen contribuciones económicas significativas a la vida del hogar, las relaciones entre mujeres y hombres están marcadas por la interdependencia o la dependencia mutua. Por lo tanto, para muchos, pero no todos, los procesos domésticos en el antiguo Israel, la unión marital habría sido una sociedad. Los diferentes componentes de género de la vida del hogar no se pueden agrupar; los hombres dominaron algunos aspectos, las mujeres otros. : 20–22  Varios textos bíblicos, incluso con su perspectiva androcéntrica, apoyan esta conclusión. Las acciones directivas de la mujer se pueden identificar en algunas estipulaciones legales del Código de la Alianza, en varias narraciones y en Proverbios". : 22  Esta evaluación se basa en "evidencia etnográfica de las sociedades tradicionales, no en cómo se ven esas tareas hoy en día en las sociedades industrializadas". : 20 

### Sexo, matrimonio y familia
Judith Hauptman, erudita talmúdica, dice que el matrimonio y el derecho familiar en la Biblia favorecían a los hombres sobre las mujeres. Por ejemplo, un esposo puede divorciarse de su mujer si así lo desea, pero una esposa no puede divorciarse de su esposo sin antes tener su consentimiento. La ley decía que una mujer no podía hacer un voto vinculante sin el consentimiento expreso de su autoridad masculina, por lo tanto no podía casarse legalmente sin la aprobación masculina. En el caso del matrimonio por levirato, este se aplicaba única y exclusivamente a las viudas de maridos fallecidos sin hijos, nunca a los viudos de esposas fallecidas sin hijos; aunque, si él o ella no consintieron en el matrimonio, en su lugar se realizaba una ceremonia diferente llamada chalitza; esto implica que la viuda le quita el zapato a su cuñado, escupe frente a él y proclama: ''¡Esto es lo que le pasa a aquel que no construye la casa de su hermano!''. : 163 Todas las leyes relativas a la pérdida de la virginidad femenina no poseían equivalente masculino. Las mujeres en tiempos bíblicos eran dependientes, económicamente hablando, de los hombres. Las mujeres solo tenían derecho a poseer una propiedad conjunta con sus maridos, excepto que se diera el caso de heredar las tierras de un padre que no tuviera hijos varones. Incluso ''en aquellos raros casos, era necesario que las mujeres se volvieran a casar dentro de la propia tribu para no reducir sus tenencias de tierra''. : 171 La propiedad siempre era transferida a través de los descendientes masculinos y las mujeres no tenían el derecho a la herencia a menos que no hubiera herederos varones disponibles (Números 27:1-11; 36:1-12). : 3 Estas y otras diferencias basadas en el género que se hallan en la Torá dan a entender que las mujeres eran vistas como subordinadas para con los hombres; aunque, también sugieren que la sociedad bíblica consideraban la continuidad, la propiedad y la unidad familiar como algo sagrado e imprescindible, que debía ser preservado.
El filósofo Michael Berger dice que la familia rural era la espina dorsal de la sociedad bíblica. Las mujeres hacían tareas tan importantes como las que hacían los hombres, administraban sus hogares y poseían plena igualdad en el día a día, pero todas las decisiones públicas las tomaban los hombres. Los varones tenían obligaciones específicas que debían cumplir con sus esposas, incluido el proveer prendas de vestir, alimentos y relaciones sexuales. El antiguo Israel era una frontera y la vida era ''dura''. Todos eran ''pequeños propietarios'' y tenían que trabajar sin descanso para sobrevivir. Un gran porcentaje de niños morían a una muy temprana edad y los que sobrevivían aprendían a compartir las cargas y responsabilidades de la vida familiar mientras crecían. El ambiente marginal requería una estructura de autoridad estricta y sólida: los padres no solo tenían que ser honrados sino desafiados. Los niños ingobernables, especialmente los jóvenes adultos, tenían que ser mantenidos a raya en todo momento o sencillamente ser eliminados. El respeto a los fallecidos era obligatorio y las barreras sexuales se trazaban rígidamente. Se esperaba la virginidad como norma, que el adulterio siempre era el peor de los crímenes, al punto que las sospechas de adulterio conducía al juicio por ordalía. : 1, 2 El adulterio se definió de manera diferente para los hombres que para las mujeres: una mujer era adúltera si tenía relaciones sexuales fuera del matrimonio, pero si un hombre, ya casado, tenía relaciones sexuales extramaritales con una mujer soltera, una concubina suya o una prostituta, no se consideraba que este fuera un adultero. : 3 Las mujeres eran vistas como una ''propiedad de su dueño''. : 20, 21 Una mujer siempre se veía bajo la autoridad de un hombre: Ya sea su padre, sus hermanos, su esposo y, como estas nunca heredaban, en algún momento su hijo mayor. : 1, 2 Estaba sujeta a estrictas leyes de pureza, tanto rituales como morales, y el sexo no conforme (homosexualidad, bestialidad, travestismo y masturbación) era fuertemente castigado. La protección estricta del vínculo matrimonial y sobre todo la lealtad a los familiares de sangre era muy fuerte. : 20 

#### Agar y Sara

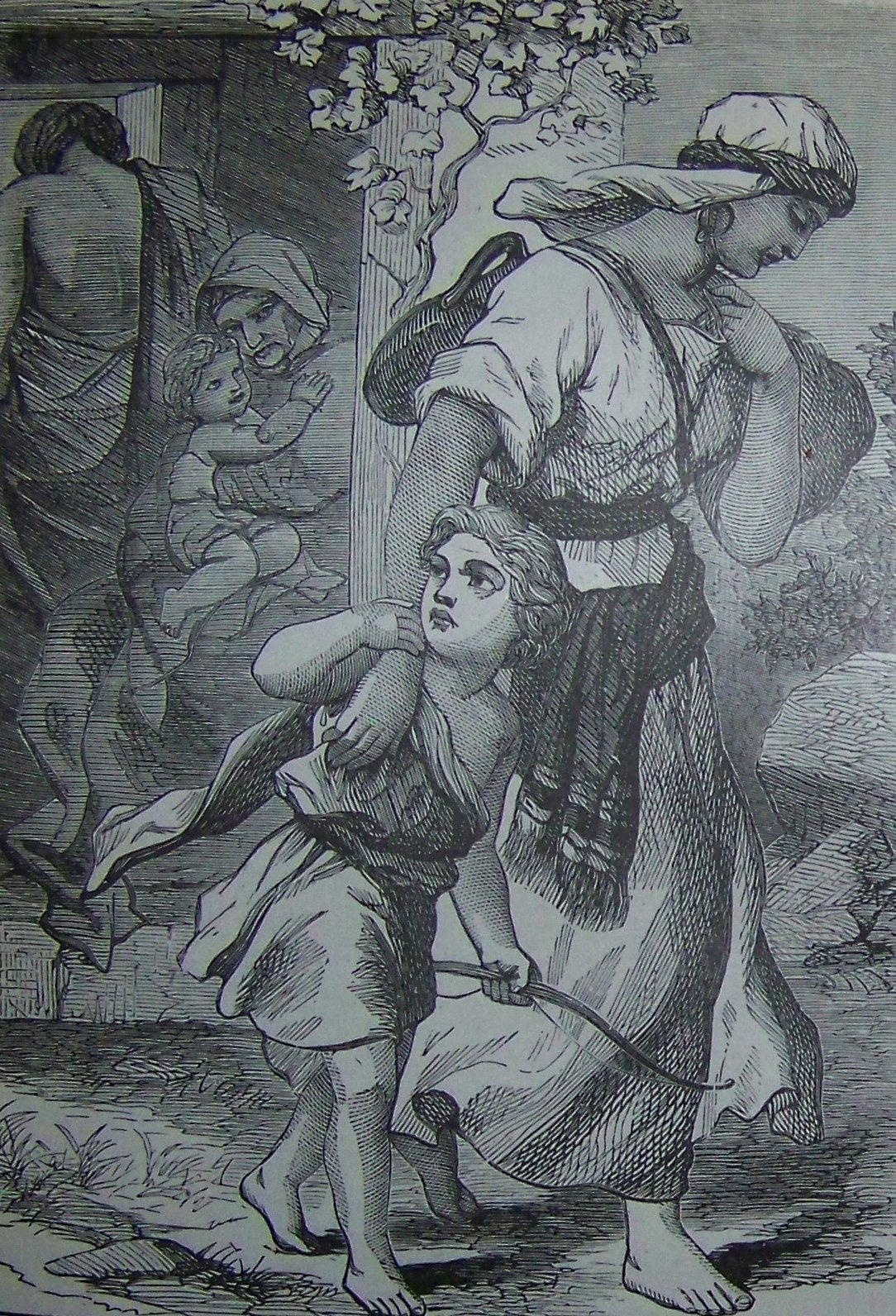
Agar e Ismael desterrados, ilustración de 1890.

Abraham es una figura central en la Biblia, y ''su historia gira en torno a dos mujeres''.: 9 Sara era la esposa de Abraham, mientras que Agar era la esclava personal de Sara que posteriormente se convirtió en la concubina de Abraham. Sara es presentada en la Biblia con solo su nombre y con el dato de que es ''estéril'' y que nunca pudo tener hijos. Ella no había tenido descendencia aunque Dios les había prometido un hijo. Sara es la primera mujer estéril presentadas en la Biblia, y el tema de la infertilidad es recurrente en otras narraciones, específicamente las de las matriarcas (Génesis 11:30, 25:21; 30:1-2). Más adelante en la historia, Sara escucha la promesa de Dios de que va a tener un hijo y no lo cree. ''Abraham y Sara ya eran muy viejos, y Sara ya había sobrepasado la edad para engendrar hijos. Sara se rio para sus adentros al pensar: “¿Acaso voy a tener este placer, ahora que ya estoy consumida y mi esposo es tan viejo?”. (Génesis 18:10-15). La respuesta de Sara a la promesa de Dios permite diferentes interpretaciones, incluida la falta de respuesta sexual por parte de Abraham a Sara, el sufrimiento emocional de Sara debido a la infertilidad que la ha dejado abatida, o más tradicionalmente, que Sara se siente aliviada y Dios ha sacado ''gozo del dolor a través del nacimiento de Isaac''. Más tarde, Sara, confiada por su belleza, le entrega su esclava Agar a Abraham como concubina. Entonces Abraham tiene relaciones sexuales con ella y Agar queda embarazada. Sara espera construir una familia a través de Agar, pero Agar ''comenzó a mirar con desprecio a su dueña'' (Génesis 16:4). El texto es interpretado como que Sara había cometido un error que podría haberse evitado si hubiera tenido una fuerte figura materna que la guiara. Entonces Sara maltrató a Agar, que terminó huyó. Dios le habló a la esclava Agar en el desierto, la envió de vuelta a casa y le concedió a Abraham un hijo, Ismael, ''un hombre indómito como asno salvaje.'' (Génesis 16:12).
Cuando Ismael tenía 13 años de edad, Abraham recibió el pacto de la circuncisión y circuncidó a todos los varones de su casa. Sara quedó embarazada y dio a luz un hijo al que llamaron Isaac, esto pasó cuando Abraham tenía cien años. Cuando Isaac tenía ocho días de nacido, Abraham también lo circuncidó. Agar e Ismael son despedidos definitivamente, abandonando a Abraham(Génesis 21:1-16). Frymer-Kensky dijo: ''Esta historia ejemplifica claramente las relaciones interpersonales entre las mujeres en un patriarcado''. Agrega que a su vez demuestra los problemas asociados con el género que se cruzan con las desventajas de clase: Sara es quien tiene el poder, sus acciones son legales más no compasivas, pero sus motivos siguen estando claros: ''ella [Sara] es vulnerable, lo que la hace incapaz de tener compasión hacía quien es inferior socialmente''. : 98 

#### Las hijas de Lot
Génesis 19 narra como Lot y sus dos hijas, que viven en Sodoma, son visitados por dos ángeles. Se reúne una multitud violenta en la entrada de la casa y Lot les ofrece a sus hijas como alternativa para así proteger a los ángeles, pero estos intervienen. Sodoma es completamente destruida y la familia se va a vivir a una cueva. Como no hay ningún varón alrededor exceptuando a Lot, las hijas deciden hacerle beber vino y, estando ebrio, hacer que las embarace. Cada uno tiene un hijo, Moab y Ben-Amí.

#### Otras mujeres en Génesis y Éxodo

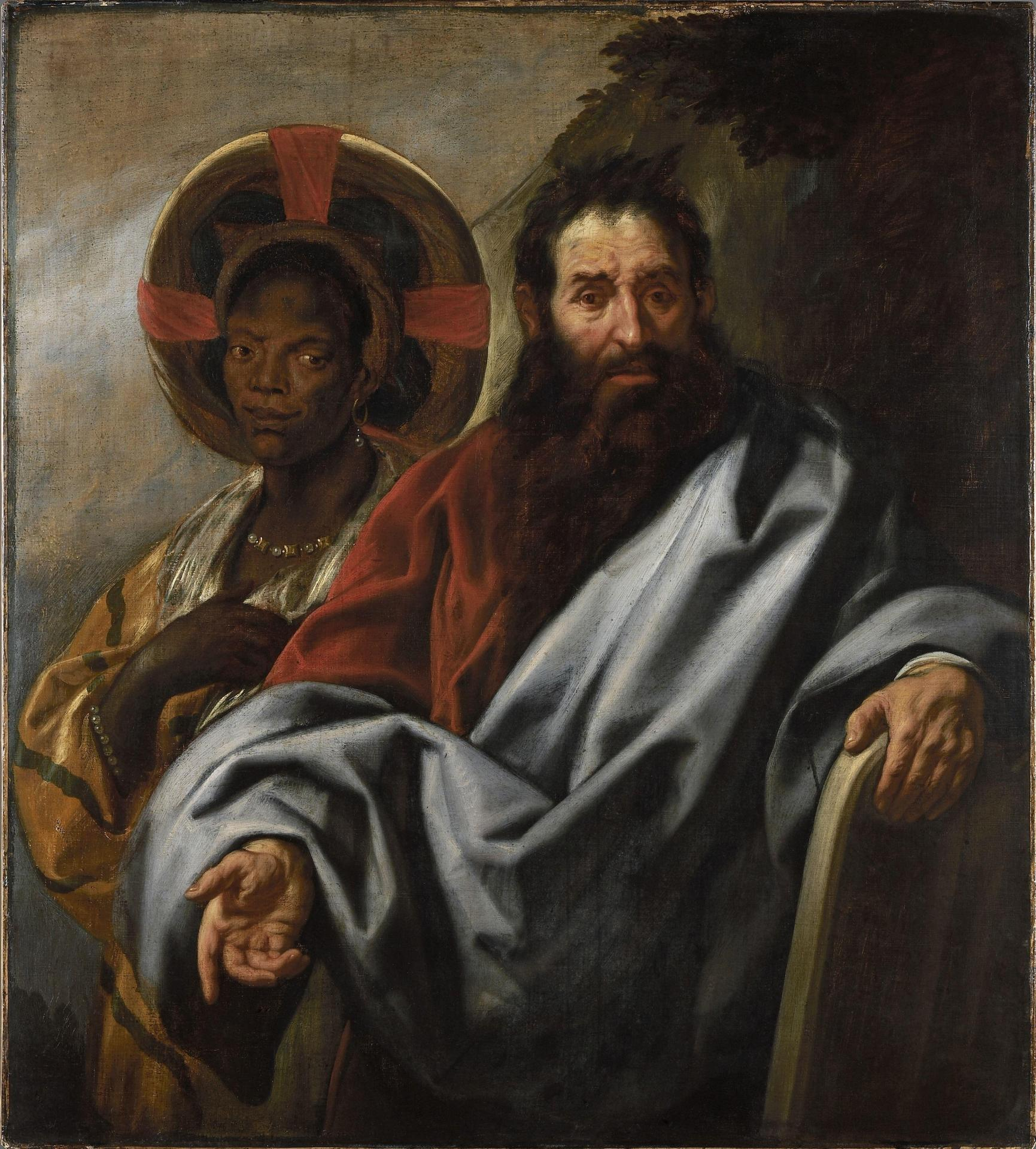
Moisés y su esposa etíope, Séfora (Mozes en zijn Ethiopische vrouw Sippora). De Jacob Jordaens, c. 1650.

La esposa de Putifar, cuyas falsas acusaciones sobre José culminan en el encarcelamiento de este. La hija del Faraón, que rescata y cuida al bebé Moisés. Sifra y Pua, dos parteras hebreas que desobedecen la orden de Faraón de matar a todos los niños hebreos recién nacidos. Dios termina favoreciéndolas por esto. Séfora, la esposa de Moisés, quien le salva la vida cuando Dios pretende matarlo. Miriam, hermana de Moisés y profetisa. Cozbí, una mujer asesinada por Fineas poco antes de la Guerra contra los madianitas.

#### Raab
El libro de Josué cuenta la historia de Raab, una prostituta (zonah), ciudadana de Jericó, que da cobijo a dos espías enviados por Josué para preparar un ataque a la ciudad (Batalla de Jericó). El rey de Jericó sabía que los espías estaban allí y envió soldados a su casa para aprisionarlos, pero ella los mantuvo a salvo, desvió a los soldados y le mintió al rey para protegerlos. Ella dijo a los espías: ''Yo sé que el Señor les ha dado esta tierra, y por eso estamos aterrorizados; todos los habitantes del país están muertos de miedo ante ustedes. Tenemos noticias de cómo el Señor secó las aguas del Mar Rojo para que ustedes pasaran, después de haber salido de Egipto. También hemos oído cómo destruyeron completamente a los reyes amorreos, Sijón y Og, al este del Jordán. Por eso estamos todos tan amedrentados y descorazonados frente a ustedes. Yo sé que el Señor y Dios es Dios de dioses tanto en el cielo como en la tierra. Ahora bien, por favor, júrame por el Señor que serás bondadoso con mi familia, porque yo he sido bondadoso contigo. Por lo tanto, les pido ahora mismo que juren en el nombre del Señor que serán bondadosos con mi familia, como yo lo he sido con ustedes. Quiero que me den como garantía una señal.'' (Josué 2:9-13) Le dijeron que atara un cordón rojo en la misma ventana por la que ayudó a escapar a los espías, y que tuviera a toda su familia dentro de la casa con ella y que ninguno de ellos saliera a las calles, y si ella no cumplían, su sangre sería sobre sus propias cabezas. Ella cumplió, y Raab, junto a toda su familia y sus posesiones fueron salvados antes de que la ciudad fuera capturada y quemada (Josué 6).

#### Dalila

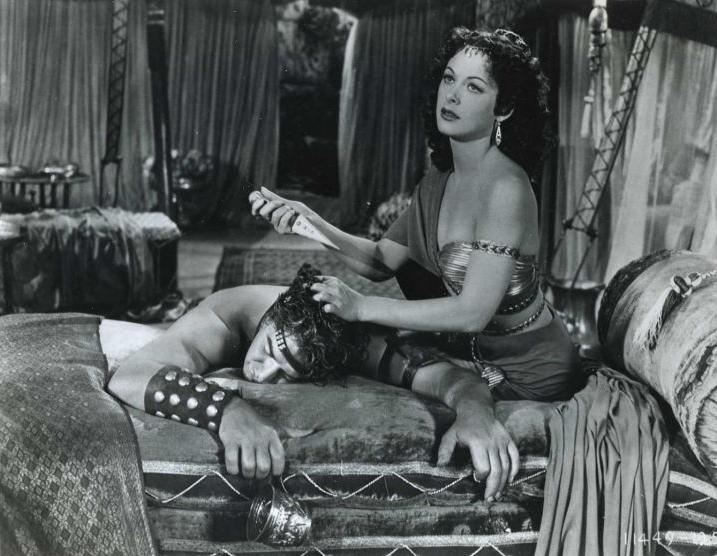
Fotografía de Sansón y Dalila (1949).

Los capítulos del 13 al 16 del Libro de Jueces cuentan la historia de Sansón que se encuentra con Dalila y narra su final en el capítulo 16. Sansón era nazareo, un individuo especialmente dedicado a cumplir una serie de preceptos, pero su historia indica que rompió todos los requisitos del voto nazareo. Su cabello largo fue solo una de las representaciones simbólicas de su relación especial con Dios, y esta sería la última que Sansón rompió. Nathan MacDonald explica que haber tenido contacto con el cadáver del león y la celebración de la boda de Sansón con un filisteo pueden verse como los primeros indicios de que se precipitaba a su fin. Sansón viaja a Gaza y se enamoró de una mujer en el Valle de Soreq llamada Dalila. Los gobernantes de los filisteos fueron a ella y le dijeron: ''Sedúcelo, para que te revele el secreto de su tremenda fuerza y cómo podemos vencerlo, de modo que lo atemos y lo tengamos sometido. Cada uno de nosotros te dará mil cien monedas de plata.'' Sansón le miente un par de veces a Dalila y luego le dice la verdad. ''Entonces los filisteos lo capturaron, le arrancaron los ojos y lo llevaron a Gaza. Lo sujetaron con cadenas de bronce, y lo pusieron a moler en la cárcel. Pero, en cuanto le cortaron el cabello, le comenzó a crecer de nuevo.''
La historia nunca nombra a Dalila como una filistea. El valle de Soreq era un territorio del pueblo danita que había sido invadido por los filisteos, por lo que la población allí habría sido mixta. Dalila probablemente era israelita o de lo contrario la historia lo hubiera mencionado previamente. Los filisteos le ofrecieron a Dalila una enorme suma de dinero para que traicionara a Sansón. El arte generalmente ha retratado a Dalila como una especie de mujer fatal (o femme fatale), pero el término bíblico utilizado (pattî) cuyo significado es persuadir con palabras. Dalila usa el chantaje emocional y el amor genuino que siente Sansón hacía ella para así traicionarlo. Ningún otro héroe bíblico hebreo es derrotado por una mujer israelita. Sansón no sospecha, quizás porque no puede concebir la idea de que una mujer sea peligrosa, pero Dalila se muestra decidida, audaz y muy capaz. Todo el ejército filisteo no era capaz de abatirlo. Pero Dalila lo hizo, aunque fue el mismo Sansón quien lo hizo posible al caer en su trampa. : 79–85 

#### Tamar (nuera de Judá)

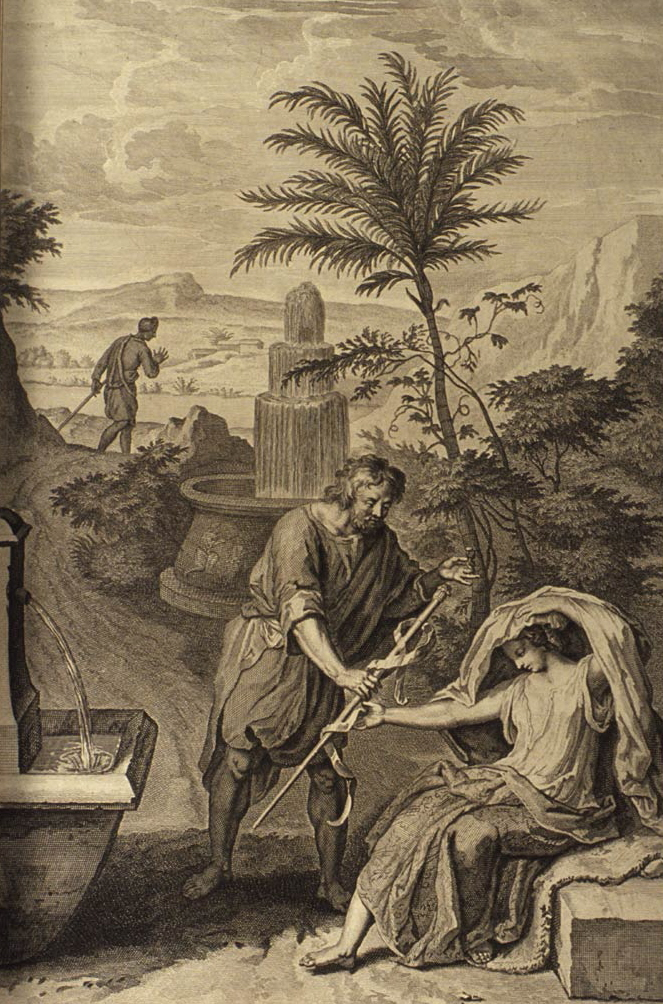
Judá entrega su promesa a Tamar, ilustración del.

En el Libro del Génesis, Tamar es la nuera de Judá. Ella estaba casada con el hijo de Judá, Er, pero Er murió, y no dejó descendencia. Bajo la ley del levirato, al siguiente hijo de Judá, Onán, se le dijo que tuviera relaciones sexuales con Tamar para ''darle descendencia a su hermano'', pero cuando Onán durmió con ella, ''derramaba su semen en el suelo'' en lugar de darle un hijo que pertenecería a su hermano. Entonces Onán murió también. Entonces Judá dijo a su nuera Tamar: ''Quédate como viuda en la casa de tu padre, hasta que mi hijo Selá tenga edad de casarse.'' Porque pensó: ''Él también puede morir, lo mismo que sus hermanos.'' (Génesis 38:11) Pero cuando creció Selá, no se le fue dada por mujer. Un día, Judá viaja a la ciudad (Timná) para esquilar sus ovejas. Tamar ''se quitó el vestido de viuda, se cubrió con un velo para que nadie la reconociera, y se sentó a la entrada del pueblo de Enayin, que está en el camino a Timnat. Cuando Judá la vio con el rostro cubierto, la tomó por una prostituta. o sabiendo que era su nuera, se acercó a la orilla del camino y le dijo: ''Deja que me acueste contigo.'' (Génesis 38:14-16) Él dijo que le daría algo a cambio y ella pidió una prenda, aceptando su bastón y su sello con su cordón como prenda de pago posterior. Entonces Judá se acostó con ella y ella quedó embarazada. Luego volvió a su casa y nuevamente se vistió con las ropas de viuda. Meses después, cuando se descubrió que estaba embarazada, la acusaron de prostitución (zonah) y la quemaron. En cambio, ella le envió las ofrendas de prenda de Judá diciendo: ''El dueño de estas prendas fue quien me embarazó.'' Judá los reconoció y dijo: ''Su conducta es más justa que la mía, pues yo no la di por esposa a mi hijo Selá''.

#### La hija de Jefté

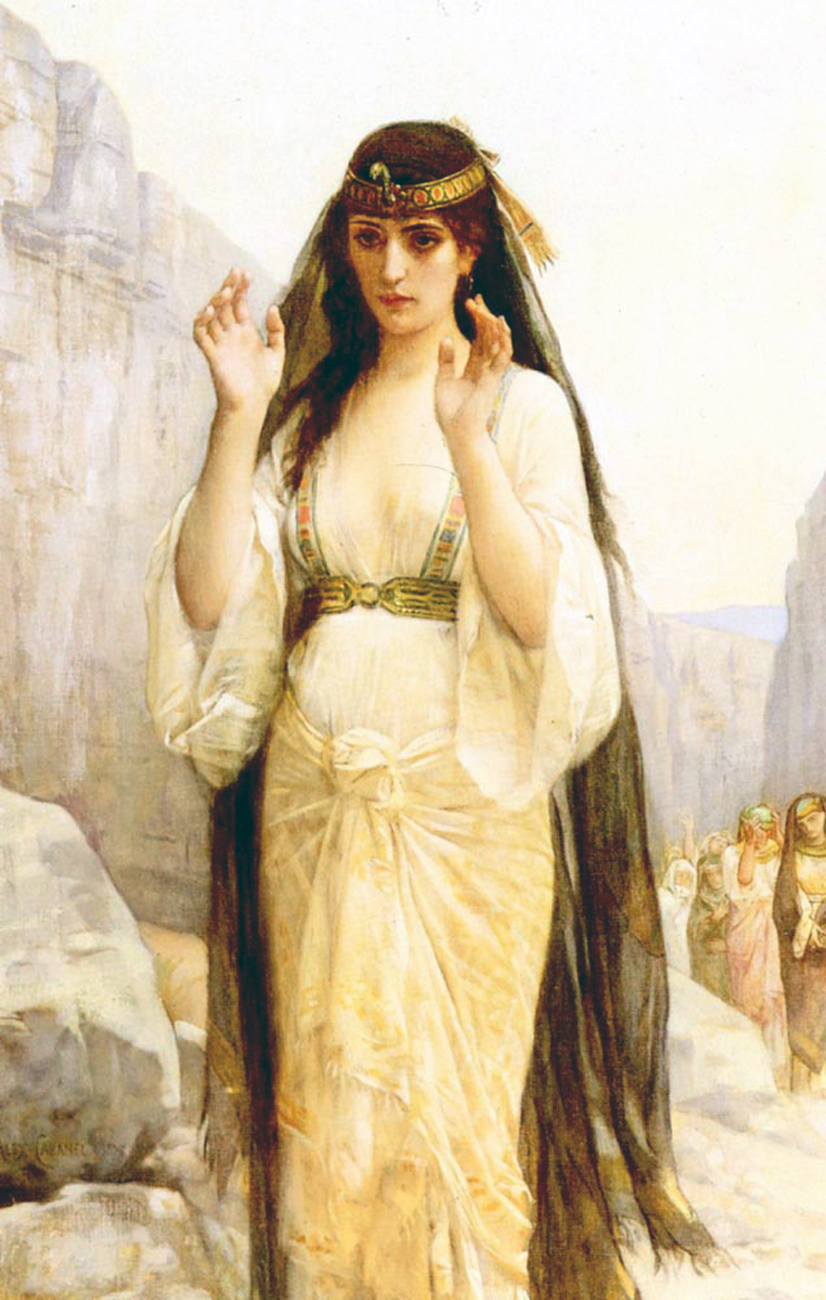
La hija de Jefté, de Alexandre Cabanel (1879).

La historia de la hija de Jefté narrada en el Libro de Jueces comienza como cualquier historia bíblica típica sobre un santo/héroe. Jefté es hijo de una mujer marginal, una prostituta (zonah), y percé es vulnerable. Vive en la casa de su padre, pero cuando este muere, sus medios hermanos lo rechazan. Según Frymer-Kensky, ''Esto no está bien. En el antiguo Cercano Oriente, las prostitutas podían ser contratadas como úteros sustitutos más allá de meros objetos sexuales. Algunas leyes y contratos regulaban la relación entre el hijo de tal prostituta y los hijos de la primera esposa... Como tal, no podía ser desheredado. Jefté fue tratado injuestamente, pero no le queda alternativa. Debe marcharse de la casa''. Frymer-Kensky dice que el autor asume que los lectores bíblicos ya están familiarizados con esto, sabiendo que Jefté ha sido agraviado y simpatizará con su situación.: 102–115 
No obstante, Jefté se aventura al mundo y se hace un nombre como un guerrero poderoso, un héroe reconocido de Israel. La amenaza que esto representa para el pueblo Amonita es grave. Sus medios hermanos deciden reconocer sus actos para obtener su protección. Frymer-Kensky dice que la respuesta de Jefté revela habilidades de negociación y un gran sentimiento de piedad. Y aunque después intenta negociar la paz con Amón, falla. Cuando llega la guerra, Israel está vulnerable. Antes del combate se hace un voto de batalla: ''Si verdaderamente entregas a los amonitas en mis manos, quien salga primero de la puerta de mi casa a recibirme, cuando yo vuelva de haber vencido a los amonitas, será del Señor y lo ofreceré en holocausto.'' Esta persona resulta ser su hija. La reacción de Jefté expresa su horror y temor en tres expresiones clave de luto, derrota total y reproche. Él la reprocha a ella y a sí mismo, pero solo prevé el destino que sufrirá al cumplir o romper su voto. La hija de Jefté responde a su discurso y se convierte en la mártir de esta historia. Ambos, Jefté y su hija, son buenos, pero ocurre una tragedia. Frymer-Kensky resume: ''La heroína vulnerable es sacrificada y el nombre del héroe desaparece''. Agrega que el autor del libro de Jueces sabía que la gente estaba sacrificando a sus hijos y el narrador de Jueces se opone. ''El horror es la razón por la que esta historia está en el libro de Jueces''. : 115 

#### Asenat

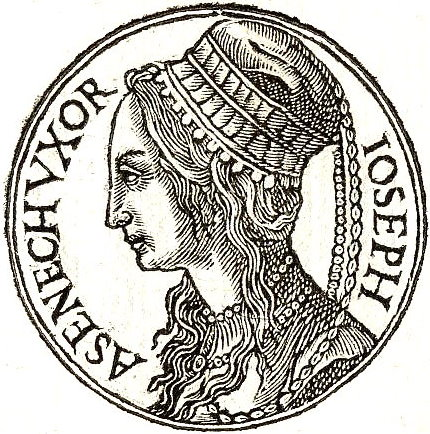
Asenat del Promptuarii Iconum Insigniorum de Guillaume Rouillé.

Mencionado por primera vez en Génesis 41:45, se dice que Asenat es la esposa de José y la madre de sus hijos, Manasés y Efraín. En el Génesis, se la menciona como la hija de Potifera, sacerdote de On (En Heliópolis). En el Libro de los Jubileos, se dice que el Faraón, una hija de Potifar, un sumo sacerdote de Heliópolis, se la entregó a José para que se casara con ella, en ningún momento se llega a aclarar si este Potifar es o no el mismo Potifar cuya esposa posteriormente acusaría falsamente a José de intentar abusar de ella. Mientras que en el Midrash y el Targum Pseudo-Jonathan, se dice que ella es hija de Dina, la hermana de José e hija de Jacob, y que había nacido de una unión ilícita, posiblemente fruto del sexo extramarital o de una violación, según la narración.

#### Tamar, hija de David

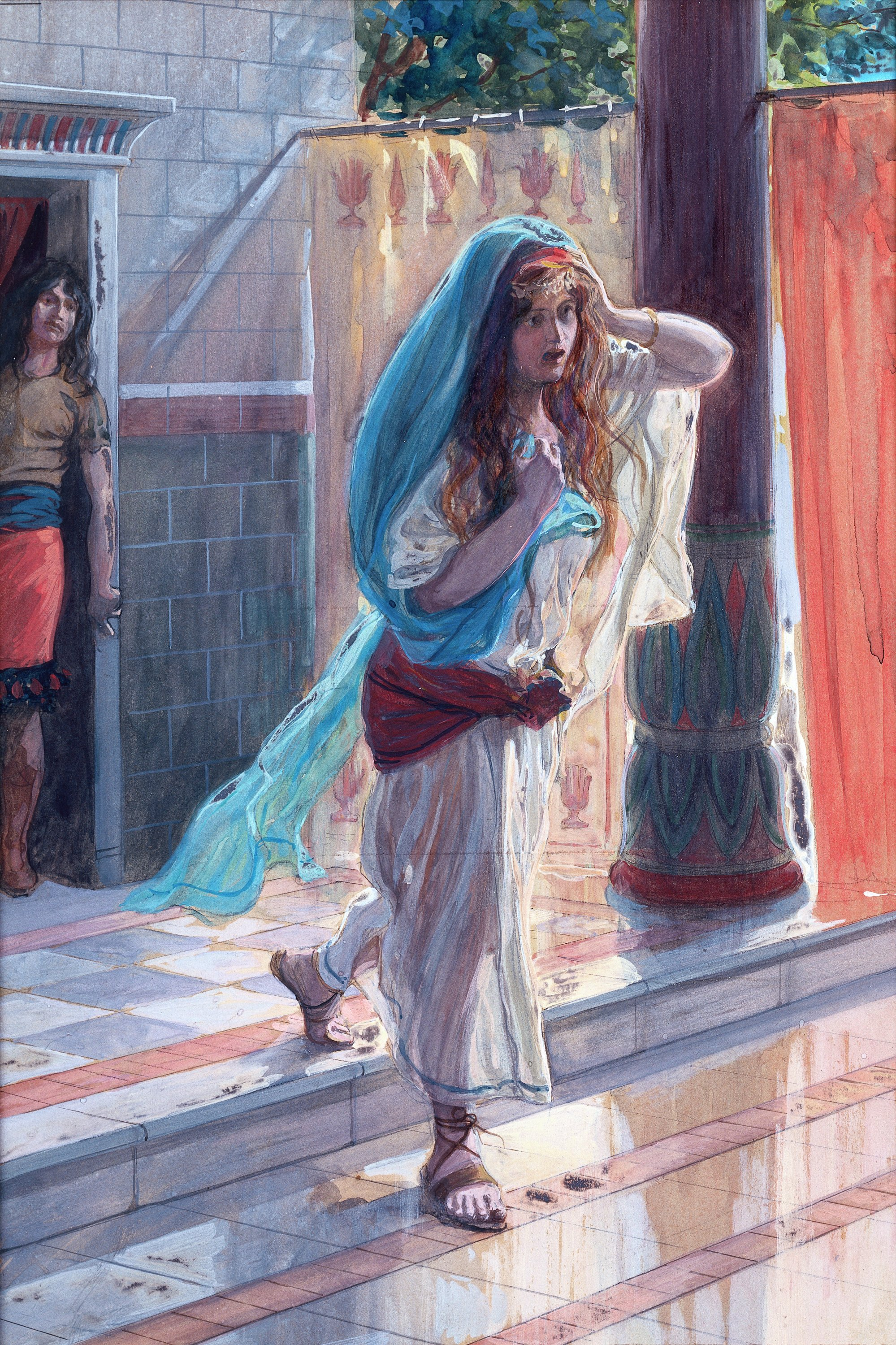
La desolación de Tamar por J. Tissot, c. 1900.

La historia de Tamar es una narrativa que se divide en siete partes. Según Frymer-Kensky, la historia ''ha recibido mucha atención por su buena calidad literaria, y varios se centraron específicamente en explicar el arte involucrado''.: 399 En el Segundo Libro de Samuel/2 Samuel se narra una historia centrada en tres de los hijos del rey David, Amnón el primogénito, Absalón el hijo amado y su hermosa hermana Tamar. : 38 
Amnón desea pasionalmente a Tamar. Posteriormente a la explicación del deseo carnal de Amnón, el narrador primero usa el término hermana para revelar que Tamar no solo es la hermana de Absalón, sino también la hermana de Amnó, pero por parte de diferente madre. Phyllis Trible dice que el narrador ''enfatiza los lazos familiares porque tal intimidad es la que potencia la tragedia que sucederá''. Consumido por su lujuria, el príncipe es impotente para hacer lo que desea; Tamar es una ''propiedad'' virgen y, por lo tanto, protegida. Luego viene el plan elaborado por su primo Jonadab, ''quien era muy astuto''. : 39 
El plan de Jonadab para ayudar a Amnón gira en torno al padre, el rey David. Amnón finge estar enfermo, postrado en la cama, y cuando David viene a verlo, le pide que mande a Tamar para que ella lo cuide. : 43 Cuando éste lo hace, Amnón le pide a su hermana que le cocine y le dé de comer ella misma en su habitación. : 44 Amnón hace retirar a los sirvientes que se encontraban con él. A solas con su hermano, Tamar es vulnerable, pero se resiste. Frymer-Kensky dice que Tamar le habla a Amnón con sabiduría, pero que está hablando con un hombre necio. Ella intenta disuadirlo, luego le ofrece la alternativa de casarse y le dice que apele al rey y a las leyes. Amnón no escucha, forzándola y violándola. : 45 
Amnón inmediatamente siente arrepentimiento, enojándose profundamente, intenta echar a Tamar. "¡No me eches de aquí!" ella le dijo. "Después de lo que has hecho conmigo, ¡echarme de aquí sería una maldad aún más terrible!". Pero él, nuevamente, se niega a escuchar. Tamar está desolada: arruinada y miserable. El rey David aunque está furioso no hace nada para castigar el comportamiento de su hijo. Frymer Kensky dice: "El lector de la historia que piensa que el estado le brindará protección a los vulnerables ahora ve que el estado no puede controlarse a sí mismo". : 174  Absalón no puede contener su odio y termina matando a Amnón dos años después. Absalón luego se rebela contra su padre y también acaba asesinado. : 48 

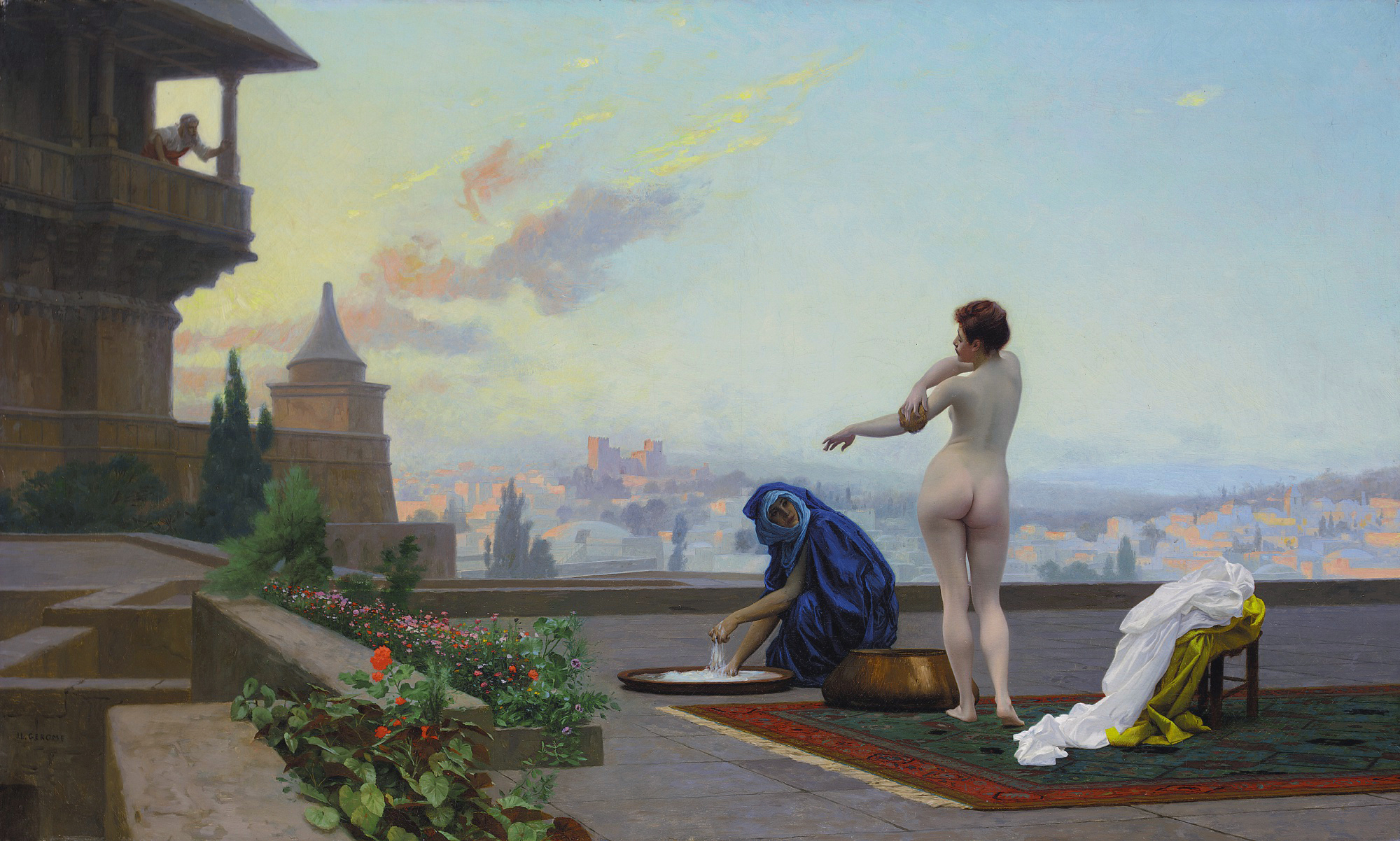
Representación hecha por Jean-Léon Gérôme de Betsabé bañándose, siendo observada por David.

En el Primer Libro de Samuel, se habla de Betsabé, una mujer que ya está casada pero que es observada por el rey David mientras ésta baña. Él hace que acompañé, y ella termina embarazada. En ningún momento del texto se establece explícitamente si Betsabé consintió en tener relaciones sexuales. David confabula, con éxito, la muerte provocada de su esposo Urías y ella se convierte en una de las esposas de David. Su hijo termina asesinado como castigo divino, pero Betsabé luego da a luz a otro hijo, Salomón. En el Libro de los Reyes, cuando David envejece, ella y el profeta Natán convencen a David para que permita que Salomón heredé el trono en lugar de su hermano mayor.

#### Susana

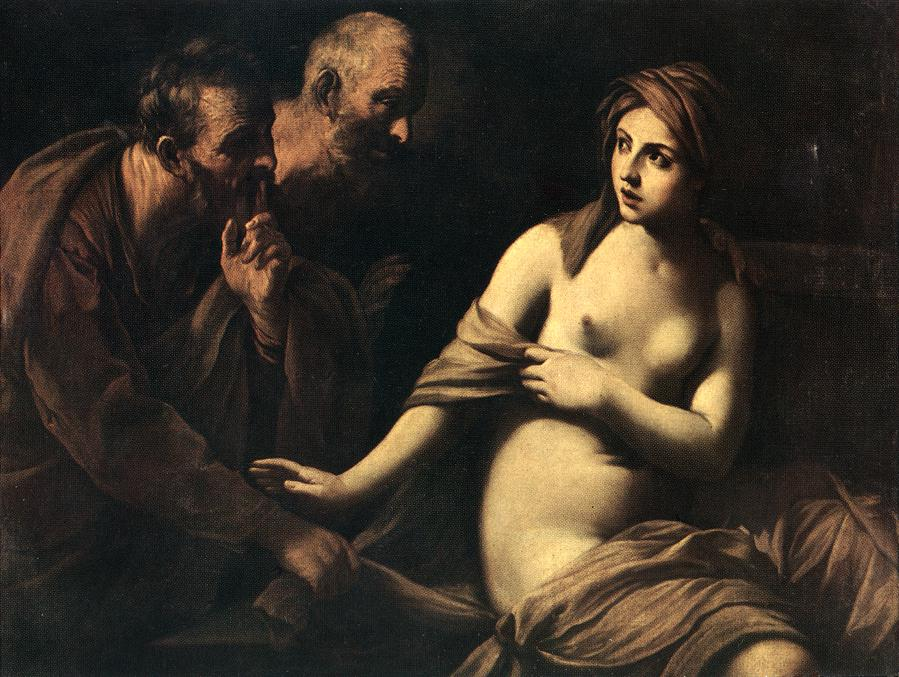
Susana y los Ancianos de Guido Reni.

La historia de Susana se encuentra tanto en el Antiguo Testamento de la Iglesia católica como en el de la Iglesia ortodoxa. Susana es una mujer casada, hermosa y que respeta la ley. Dos ancianos, quienes recién habían sido nombrados jueces, la codician sexualmente e intentan obligarla a tener relaciones con ellos. Ella se niega, y los ancianos en represalia crean un falso testimonio acusándola de haber cometido adulterio con un joven. Susana es condenada a muerte y le ruega a Dios que la ayude. Dios la escucha y hace que Daniel vaya a auxiliarla. Daniel entonces expone las mentiras de los ancianos frente a todos, y entonces son ellos quienes finalmente son sentenciados a muerte.

#### Ana

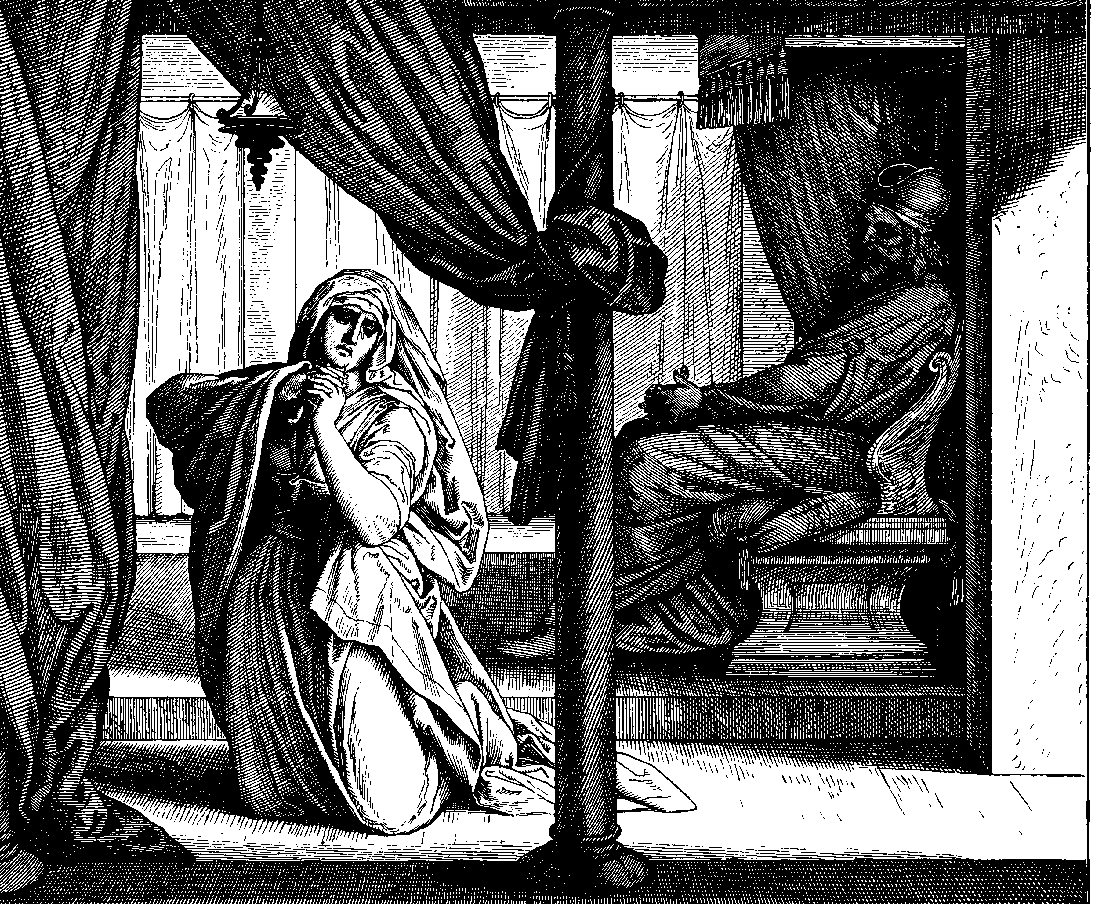
La oración de Ana, xilografía de 1860 de Julius Schnorr von Carolsfeld.

Ana es una de las dos esposas de Elcaná. La otra, Penina, había dado a luz a los hijos de Elcaná, pero Ana no tuvo hijos. Sin embargo, Elcaná prefería a Ana. Según Lillian Klein, el uso de este quiasmo subraya la posición de las mujeres: Ana es la esposa principal, pero Penina ha logrado tener descendencia. El estatus de Ana como esposa principal y su esterilidad recuerdan a las narraciones de Sara y Rebeca en Génesis 17 y Génesis 25, respectivamente. Klein sugiere que Elcaná tomó a Penina como segunda esposa precisamente debido a la esterilidad de Ana.
Un día Ana fue al templo, donde estaba el sumo sacerdote Eli sentado en una silla junto a la puerta del santuario y oró con gran llanto (1 Samuel 1:10) En su oración, le pidió a Dios un hijo y, a cambio, prometió entregárselo una vez creciera. Ella le prometió que sería nazareo todos los días de su vida. Según Lillian Klein, el valor de las mujeres en sociedad se ve realzado por su capacidad para procrear. La narrativa toma su dolor y lo ubica en un contexto de fracaso personal y luego lo extrae a un contexto comunitario. La desesperación de Ana indica que el mero hecho de tener un hijo varón la establecería definitivamente en la comunidad.

### Otras mujeres en la Biblia Hebrea

#### Eva

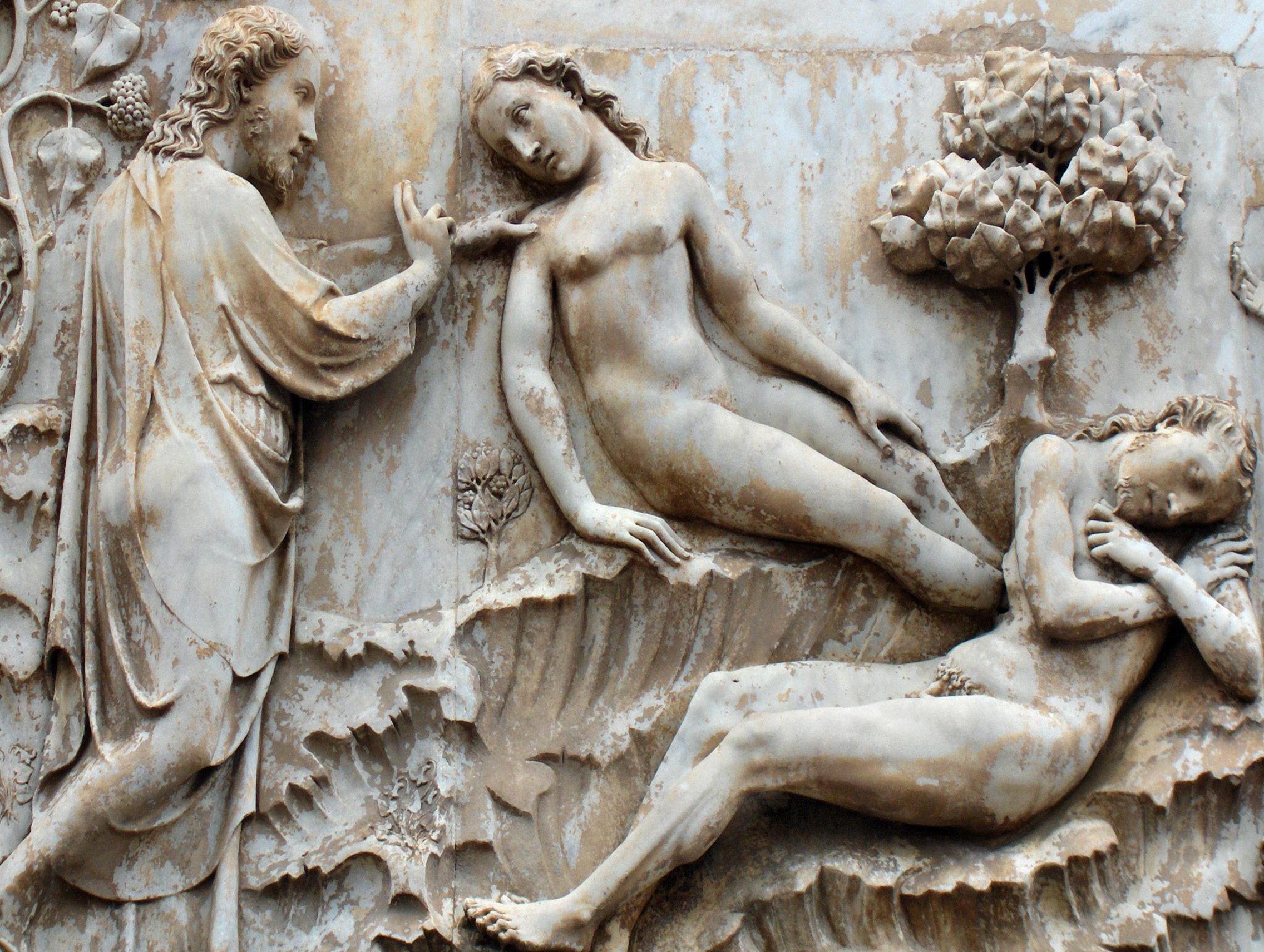
Creación de Eva, relieve en mármol de Lorenzo Maitani, Catedral de Orvieto, Italia, c. 1300.

La historia de Eva comienza en Génesis 2:18 con "Luego Dios el Señor dijo: 'No es bueno que el hombre esté solo. Voy a hacerle una ayuda adecuada'... Entonces Dios creó una mujer de la costilla que había sacado del hombre, y se la trajo. Por eso el hombre deja a su padre y a su madre, y se une a su mujer, y los dos se funden en un solo ser. En ese tiempo el hombre y la mujer, pero ninguno de los dos sentía vergüenza.” (Génesis 2:18-25) Eva termina siendo engañada, tentada y complacida, luego comparte con su esposo quien aparentemente ni cuestiona ni discute. Y tomaron conciencia de su desnudez por eso, para cubrirse entretejieron hojas de higuera. Cuando Dios viene al jardín, se esconden y Dios sabe que algo anda mal. Ambos intentan correr, esconderse y echarse la culpa, pero ambos terminan cargando con la responsabilidad, cada uno recibiendo sus propias maldiciones y son expulsados juntos del Jardín del Edén. (Génesis 2)
Según la arqueóloga y erudita del Cercano Oriente Carol Meyers, "Quizás, y mucho más que cualquier otra parte en la Biblia, [la historia de Eva] ha influido en las nociones occidentales referentes al género e identidad". : 72 La socióloga Linda L. Lindsey dice que "las mujeres han tenido que portar una mayor carga por el 'pecado original'... La creación de Eva a partir de la costilla de Adán, seguido por la "maldición" de Dios en el destierro, es un marco demasiado persistente que se usa para justificar la supremacía masculina". : 133, 397 Trible y Frymer-Kensky explican, por su parte, que la historia de Eva en Génesis no implica necesariamente la inferioridad de Eva con respecto a Adán; la palabra ayudante (ezer) connota un mentor o guía en la Biblia en lugar de un asistente o sirviente, y se usa con frecuencia para describir la relación de Dios con Israel (no Israel con Dios). : 168  Trible señala que, en las mitologías, lo último creado es tradicionalmente el pináculo de la creación, una especie de magnum opus, lo cual sí está implícito en Génesis 1, donde el hombre es creado después de que todo lo demás ya fuera diseñado, exceptuando a Eva. Sin embargo, el erudito del Nuevo Testamento, Craig Blomberg, dice que la antigua comunidad judía podría haber visto el orden de la creación bajo los términos de las leyes de primogenitura (tanto en sus escrituras como en las culturas circundantes) e interpretaron que Adán fue creado primero como una señal de privilegio ante Eva. : 129 

#### Débora y Jael

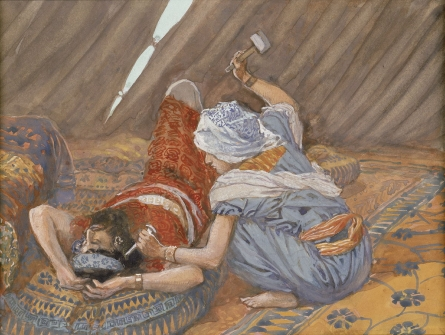
Jael golpeando a Sísara, Tissot, c. 1900.

El Libro de Jueces cuenta la historia de Débora, como profetisa (Jueces 4:4), juez de Israel (Jueces 4:4-5), esposa de Lapidot y "madre de Israel" (Jueces 5:7). Ella se asentó en la región entre Ramá en Benjamín y Bethel en la tierra de la Tribu de Efraín.  Débora también podría describirse como una guerrera por las circunstancias, general militar y líder de fe. (Jueces 4:6-22).
La narración describe al pueblo de Israel como si hubiera sido oprimido por Jabín, el rey de Canaán, durante veinte años. Débora envía un mensaje profético a Barac para formar un ejército y luchar contra ellos, pero Barac se niega a hacerlo en solitario. Débora declara que su negativa significa que la gloria de la victoria pertenecerá a una mujer.  Se libra una batalla (encabezada por Barac) y Sísara, el comandante enemigo, es derrotado y posteriormente asesinado por Jael con una estaca y un martillo mientras se encontraba durmiendo.

#### La Bruja de Endor

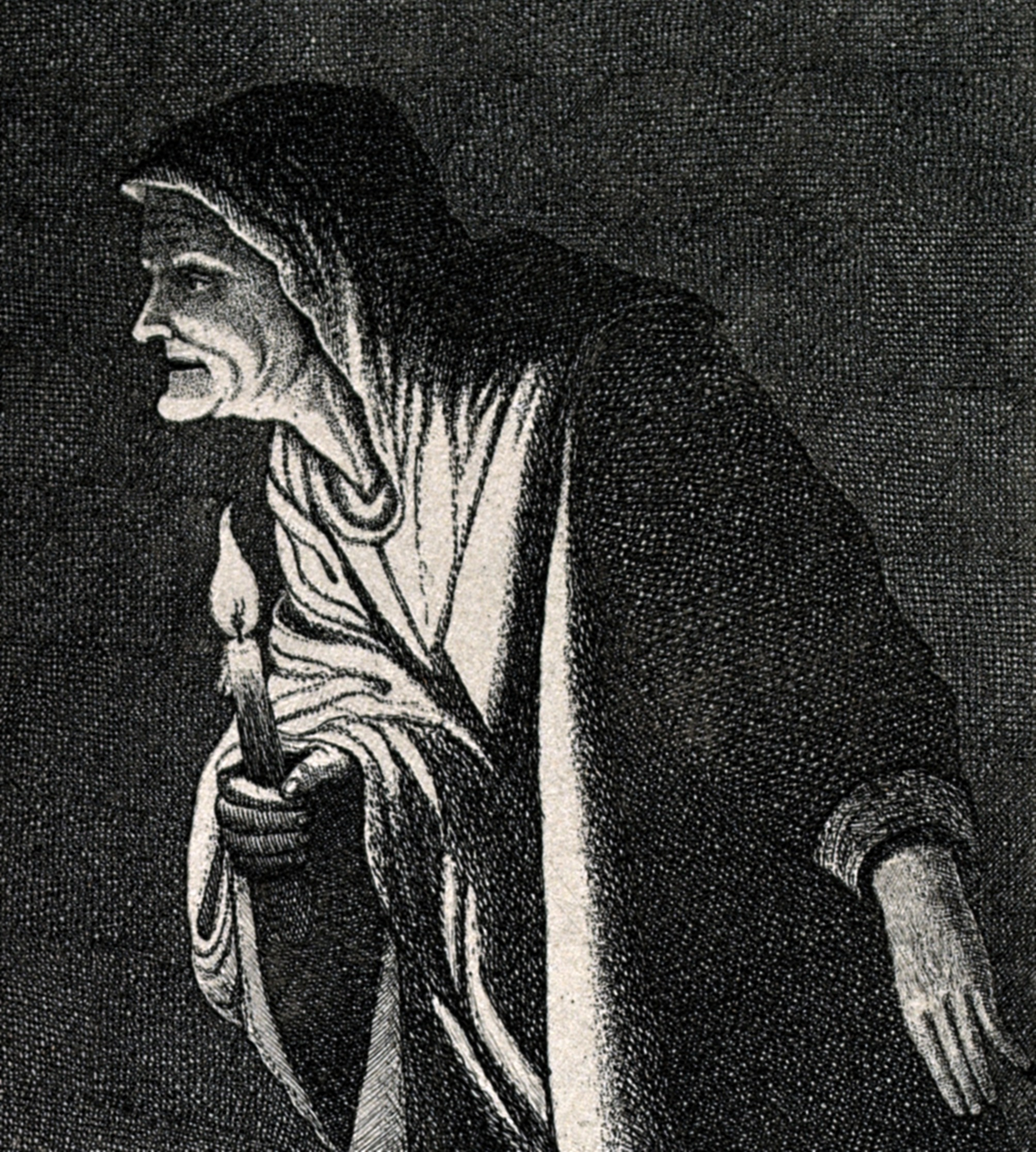
La Bruja de Endor de Adam Elsheimer.

La Bruja de Endor es una mujer que es convocada por el espíritu del profeta Samuel, a pedido del Rey Saúl del Reino de Israel en el capítulo 28 del Primer Libro de Samuel. Saúl, quien era el rey de Israel, buscaba la sabiduría de Dios al elegir un curso de acción contra los filisteos que estaban reuniendo sus fuerzas y amenazaban a Israel. Se decepciona cuando no recibe respuesta en sus sueños, por parte de profetas o el Urim y Tumim. Habiendo previamente expulsado a todos los nigromantes y magos de Israel, Saúl buscó a una bruja de forma anónima, estando disfrazado. Su búsqueda culmina cuando encuentra a una mujer de Endor, quien afirma que puede ver el fantasma del difunto profeta Samuel levantándose de la morada de los muertos.
La voz del espíritu del profeta al principio asusta a la Bruja de Endor y, después de quejarse porque perturbaron su descanso, reprende a Saúl por desobedecer a Dios y predice su inminente caída como rey de Israel. El fantasma reitera una profecía pre-mortem de Samuel, y agrega que Saúl sucumbirá con todo su ejército en la batalla que se dará al día siguiente. Saúl está profundamente aterrorizado y al día siguiente, su ejército es derrotado como lo decía la profecía, y entonces Saúl se suicida.
Aunque Saúl es representado como un enemigo y persecutor de brujas y adivinos, la Bruja de Endor lo consuela cuando ve su angustia e insiste en ofrecerle comida antes de que se vaya.

#### Huldá
nEn 2 Reyes 22 se muestra que no era raro que las mujeres fueran profetisas en el antiguo Israel, incluso si no podían ser sacerdotisas, como los varones. : 167  El Rey Josíashabía mandado a reparar el Templo cuando el Sumo Sacerdote Hilcías encontró el Libro de la Ley que se había perdido. Se lo dio a Safán, el escriba y cronista del rey, quien lo leyó y luego se lo entregó a Josías. El rey rasgó sus vestiduras angustiado y dijo: "Vayan a consultar al Señor por mí, por el pueblo y por todo Judá..." Fueron, pues, a la profetisa Huldá, la mujer de Salum. El texto no comenta nada sobre el hecho de que esta profeta era una mujer, sino que simplemente menciona que fueron a informar su respuesta al rey (versículo 20), demostrando así que no era inusual ver a una mujer siendo profeta.: 161 

#### Abigaíl
Abigail era la esposa de Nabal, quien se negó a ayudar al futuro rey David después de que ya hubiera aceptado su ayuda previamente. Abigaíl, al darse cuenta de que la ira de David podría ser peligrosa para toda la familia, actúa de inmediato. Ella intenta complacer a David con regalos y, con lo que Frymer-Kensky describe como la "brillante retórica" de Abigail, logra convencer a David de no derramar sangre. Cuando Nabal muere más tarde, David se casa con ella. Frymer-Kensky dice: "Nuevamente, una mujer inteligente y decidida es influyente mucho más allá de los límites establecidos por el patriarcado", lo que demuestra que las mujeres bíblicas tenían lo que la antropología denomina poder informal. : 166 

#### Rut
Rut es el personaje que le da nombre al Libro de Rut. En la narración, ella no es originaría de Israel sino de Moab; y termina casada con un israelita. Tanto su esposo como su suegro mueren y ella ayuda a su suegra, Noemí, a conseguir protección. Ambas viajan juntos a Belén, donde Rut enamora a Booz a través de su bondad.
Ella es una de las cinco mujeres mencionadas en la genealogía de Jesús que se describe en el Evangelio de Mateo, junto con Tamar, Raab, la "esposa de Urías" (Betsabé) y María.

#### Ester
Ester es descrita en el Libro de Ester como una reina judía del rey persa Asuero. En el relato, Asuero busca una nueva esposa después de que la suya, la reina Vasti, se niega a obedecerlo, y Ester es elegida debido a su belleza. El principal consejero del rey, Hamán, se siente ofendido por las acciones de Mardoqueo, quien es el primo y tutor de Ester, y obtiene permiso del rey para matar a todos los judíos del reino. Ester logra frustrar el plan genocida y convence al rey para que los judíos puedan matar legalmente a sus enemigos, y así lo hacen. Su historia es la base, según la tradición, de la festividad judía llamada Purim, que se celebra en la fecha en la que supuestamente el permiso de Hamán entró en vigor, que es el mismo día en el que los judíos mataron a sus enemigos después de que el plan malicioso fuera arruinado por Ester.

## El Nuevo Testamento
El Nuevo Testamento es la segunda parte de la Biblia cristiana. Habla sobre las enseñanzas y de la persona de Jesús, así como de la historia del cristianismo del primer siglo. Consta de cuatro narraciones conocidas como evangelios sobre la vida, enseñanzas, muerte y resurrección de Jesús. Incluye un registro exhaustivo de los apóstoles, la fundación de la Iglesia cristiana y la expansión del cristianismo por el Imperio romano llamado Hechos de los Apóstoles; veintiuna cartas llamadas "epístolas" escritas por varios autores a grupos específicos con necesidades específicas con respecto a la doctrina cristiana, el consejo, la instrucción y la resolución de conflictos cristianos; y un libro apocalíptico, el Libro de Apocalipsis, que es un libro de profecía, que contiene, resumidamente, instrucciones para siete congregaciones locales repartidas por toda Asia Menor, pero que en su mayoría contiene simbología profética sobre el fin de los tiempos.

### Puntos de vista del Nuevo Testamento sobre el género
El Nuevo Testamento nombra a muchas mujeres entre los seguidores y discípulos de Jesús, incluso ostentando posiciones de liderazgo en la iglesia primitiva. La erudita del Nuevo Testamento, Linda Belleville, dice que "prácticamente todos los roles de liderazgo en los que se nombran a un hombre, también se nombran a una mujer. De hecho, hay más mujeres descritas como líderes en el Nuevo Testamento que hombres. Febe es nombrada 'diaconisa' y es descrita como una 'benefactora' (Romanos 16:1-2). María, madre de Juan Marcos, Lidia y Ninfa son supervisoras de las iglesias domésticas (Hechos 12:12; 16:14-15; Colosenses 4:15). Evodia y Síntique están entre 'las superintendentes y diaconisas' en Filipos (Filipenses 1:1, 4:2-3). El único rol que carece de nombres femeninos específicos es el de 'anciano', pero a su vez hay una carencia de nombres masculinos".: 54, 112 
El erudito del Nuevo Testamento Craig Blomberg y otros complementarios afirman que hay tres textos principales que son críticos para comprender la visión tradicional de las mujeres y sus roles mujeres:  "1 Corintios 14:34-35, donde a las mujeres se les ordena guardar silencio en la iglesia y ser sumisas; 1 Timoteo 2:11-15 donde las mujeres (según la Nueva Versión Internacional) no se les permite enseñar o ejercer autoridad sobre un hombre; y 1 Corintios 11:2-16 donde la relación masculina y femenina se define en términos de kephalē, comúnmente traducido como cabeza".: 97 

#### Las interacciones de Jesús con mujeres
El Nuevo Testamento nombra a varias mujeres en el círculo íntimo de Jesús. Y a menudo, en sus discursos, Jesús les hablaba directamente a las mujeres en público. Los discípulos se asombraron cuando vieron a su maestro hablando con la mujer samaritana junto al pozo de Sicar (Juan 4:7-26). Habló libremente con la mujer sorprendida en adulterio (Juan 8:10-11), con la viuda de Naín (Lucas 7:12-13), la mujer hemorroísa (Lucas 8:48; Mateo 9:22; Marcos 5:34), y una mujer que le habló entre una multitud (Lucas 11:27–28). De manera similar, Jesús se dirigió a una mujer que llevaba dieciocho años encorvada (Lucas 13:12) y a un grupo de mujeres en el camino a la cruz (Lucas 23:27-31). En todas estas situaciones, Jesús habló de una manera reflexiva y cariñosa, como solía hacerlo con cualquier otra persona. Cada escritor sinóptico registra a Jesús cuando se dirige a la mujer hemorroísa lo hace llamándola "hija", de forma cariñosa, y posteriormente se refiere a la mujer encorvada como una "hija de Abraham" (Lucas 13:16). El teólogo Donald G. Bloesch infiere que “Jesús llamaba a las mujeres judías ‘hijas de Abraham’ (Lucas 13:16), otorgándoles de esta manera un estatus espiritual igual al de los hombres”.: 28 
Jesús enfatizaba en la responsabilidad personal de las mujeres para con su propio comportamiento, como se ve en su trato con la mujer junto al pozo (Juan 4:16–18), la mujer sorprendida en adulterio (John 8:10–11), y la mujer que vivía una vida pecaminosa (Lucas 7:44–50 y también los otros tres evangelios). Jesús, en cada caso, las trató como si tuvieran la libertad personal y la suficiente autodeterminación para lidiar personalmente con su propio arrepentimiento y perdón.  Son varios los relatos evangélicos donde Jesús imparte importantes enseñanzas hacia y sobre las mujeres: su admiración cantada por una viuda pobre que donó dos monedas de cobre al Templo de Jerusalén, su amistad con María de Betania y Marta, las hermanas de Lázaro, y la aparición de María Magdalena junto a su madre y las demás mujeres al momento de su crucifixión. El erudito del Nuevo Testamento Ben Witherington III dice que "Jesús rompió con las tradiciones bíblicas y rabínicas que restringían el papel de la mujer en las prácticas religiosas, y rechazó los intentos de menospreciar el valor de una mujer o su palabra".: 127 

#### Mujeres en la iglesia primitiva
La socióloga Linda L. Lindsey dice "Creer en la igualdad espiritual de los géneros (Gálatas 3:28) y la inclusión de mujeres en roles prominentes por parte de Jesús, llevó a la iglesia primitiva del Nuevo Testamento a reconocer las contribuciones de las mujeres a la caridad, la evangelización y la enseñanza".: 131  Plinio el Joven, escritor romano del  siglo I, dice en su carta al emperador Trajano que en el cristianismo había gente de todas las edades y rangos, y se refiere a "dos esclavas llamadas diaconisas". La profesora de religión Margaret Y. MacDonald define un "concepto científico social del poder" que marca la diferencia entre poder y autoridad para mostrar que las primeras mujeres cristianas, aunque carecían de autoridad manifiesta, aún conservaban suficiente poder e influencia para desempeñar un papel importante en los comienzos del cristianismo. Según MacDonald, gran parte de la crítica pagana a la iglesia primitiva es evidencia de esta "iniciativa femenina" que contribuyó a las razones por las que la sociedad romana veía al cristianismo como una amenaza.: 127   Las acusaciones de que el cristianismo socavaba a la familia romana y la autoridad masculina en el hogar se utilizaron para crear una oposición generalizada al cristianismo e influir negativamente en la opinión pública.: 126 : 126 
Algunos textos del Nuevo Testamento (1 Pedro 2:12; 3:15-16; 1 Timoteo 3:6-7; 5:14) mencionan explícitamente que las primeras comunidades cristianas estaban afligidas por rumores difamatorios debido a que la sociedad romana percibía al cristianismo como una especie de amenaza. Entre otras cosas, los cristianos fueron acusados de incesto porque se verbalmente se trataban de ''hermanos'' y ''hermanas'' y porque decían amarse unos a otros. También fueron acusados de canibalismo debido a la Última Cena además de ser acusados de socavar la familia y la sociedad. Tal opinión pública negativa jugó un papel crucial durante la persecución de los cristianos en el Imperio Romano.: 127   MacDonald dice que algunos textos del Nuevo Testamento que reafirman los roles tradicionales relacionados con el comportamiento de las mujeres tuvieron que ser escritos en respuesta a estas peligrosas circunstancias.

### Mujeres en el Nuevo Testamento

#### María, la madre de Jesús

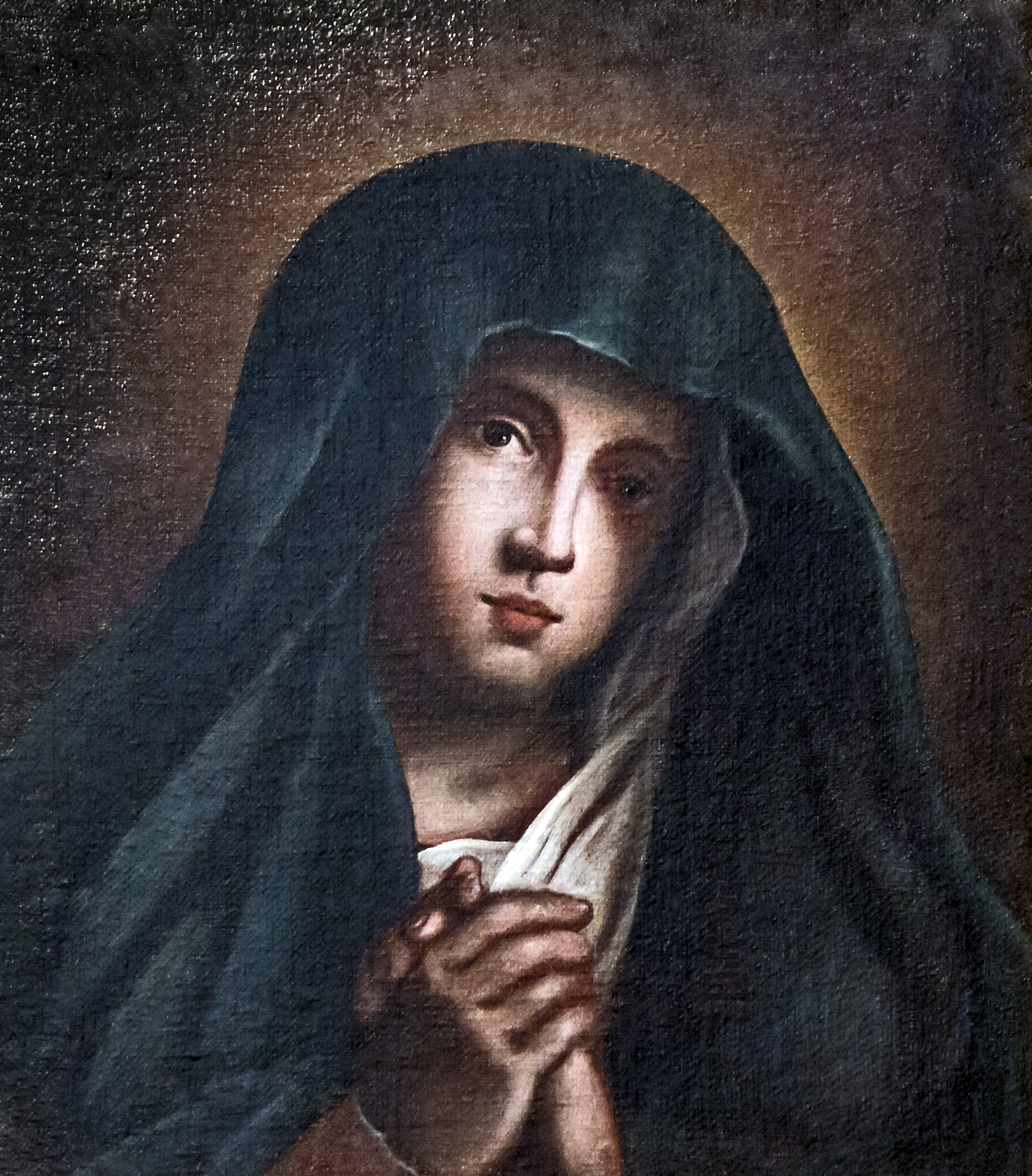
Frari (Venecia) - Sacristía - Il Sassoferrato - María en oración.

Sin contar las narraciones de la natividad de Jesús, María se menciona con poca frecuencia después del comienzo del ministerio público de Jesús. Los Evangelios dicen que María es "de la cual nació Jesús" (Mateo 1:16) y que ella es la "favorecida" (Lucas 1:28). Algunos eruditos creen que las narraciones de la infancia fueron interpolaciones de la iglesia primitiva. Bart Ehrman explica que Jesús nunca es mencionado por su nombre en el Talmud, pero hay un ataque sutil al nacimiento virginal que se refiere al hijo bastardo de un soldado romano llamado "Panthera". (Ehrman dice: "En griego, la palabra virgen es parthenos").: 67–69 
María no es presentada en los Evangelios de una manera que la haga parecer notable o merecedora de algún honor especial. Ella es joven, reside en un pueblo insignificante, lejos de cualquier centro de poder, sin gozar de ninguna posición social o estatus especial, pero es a ella a quien se le otorga el más alto de todos los estatus, demostrando la inversión suprema.: 14  Cuando recibe el anuncio del nacimiento de Jesús, pregunta "¿Cómo podrá suceder esto?" Luego, "Que él haga conmigo como me has dicho" (1:38).
En el Evangelio de Lucas, María visita dos veces a Isabel, su prima, y en dos ocasiones Isabel la llama bendita (Lucas 1:42,45). María misma afirma que todas las generaciones futuras la llamarán dichosa (Lucas 1:48). María "reflexiona" sobre la advertencia de Simeón de que "una espada le atravesará el alma" en Lucas 2:34,35. Ella está preocupada porque Jesús se quedó en el Templo de Jerusalén a las 12 y la suposición de este sobre que sus padres sabrían dónde estaba (Lucas 2:49). María "guardaba todas estas cosas en su corazón y meditaba acerca de ellas".: 16, 17 
En los tres evangelios sinópticos, Marcos, Mateo y Lucas, Jesús se desentiende e incluso muestra una clase de repudio hacía sus hermanos y su madre. La versión de Mateo (12:47-50) lo tiene como "Y le dijo uno: He aquí tu madre y tus hermanos están afuera, y te quieren hablar. Respondiendo él al que le decía esto, dijo: ¿Quién es mi madre, y quiénes son mis hermanos? Y extendiendo su mano hacia sus discípulos, dijo: He aquí mi madre y mis hermanos. Porque todo aquel que hace la voluntad de mi Padre que está en los cielos, ese es mi hermano, y hermana, y madre". En Lucas el repudio es aún más fuerte, allí Jesús dice que sus discípulos tienen que odiar a sus madres. "Si alguno viene a mí y no sacrifica el amor a su padre y a su madre, a su esposa y a sus hijos, a sus hermanos y a sus hermanas, y aún a su propia vida, no puede ser mi discípulo".
El Evangelio de Juan nunca es llamada por su nombre, sino que se refieren a ella simplemente como "la madre de Jesús". María aparece únicamente en dos ocasiones en el Evangelio de Juan, una al comienzo y otra casi al final. La primera vez es en las bodas de Caná donde se acaba el vino. María le cuenta esto a Jesús, y la respuesta que le da es "Mujer, ¿eso qué tiene que ver conmigo? Todavía no ha llegado mi hora". A pesar de esto, María les dice a los sirvientes: "Hagan lo que él les ordene". Jesús entonces ordena que se llenen con agua 6 tinajas de piedra y luego ordena que se las lleven al encargado, quien las describe como el "mejor" vino que se sirvió en el banquete.
La madre de Jesús tiene su última aparición en el Evangelio de Juan durante la crucifixión, donde Jesús le ordena a su discípulo amado que acoja a María en su casa de ahora en adelante (Juan 19:25-27): 48, 49  María en ningún momento dice una palabra o tan siquiera es descrita por el narrador.: 49 

#### Junías
Pablo escribió en Romanos 16:7: “Saluden a Andrónico y a Junías, mis parientes y compañeros de cárcel, destacados entre los apóstoles y convertidos a Cristo antes que yo." El traductor de la Biblia, Hayk Hovhannisyan, dice que Junia era una mujer apóstol y hay consenso que apoya esta opinión.: 297 : 241, 242  Él dice que "Algunos eruditos argumentan que Junías (Junia) era realmente un hombre bajo el nombre de Junias (...) Si este nombre es masculino o femenino depende de cómo se acentuó la palabra en griego. (...) los escribas escribieron el nombre de Junia como femenino. Al examinar la literatura griega y latina antigua se confirma que el nombre masculino Junias no está atestiguado en ninguna parte, mientras que el nombre femenino Junia... se encuentra repetido más de 250 veces..."  El erudito del Nuevo Testamento,Craig S. Keener, dice que la iglesia primitiva interpretó que Andrónico y Junías (Junia) eran un dúo apostólico de marido y mujer.: 242 

#### Priscila
En Romanos 16:3-5, Pablo se refiere a la pareja casada Priscila y Aquila como sus "compañeros de trabajo" diciendo que arriesgaron sus vidas para salvarlo a él. Pablo trabajó y aparentemente vivió con ellos durante un tiempo considerable, y lo siguieron a Éfeso antes de partir en su próximo viaje misionero. En Hechos 18:24-26 Lucas dice que Apolos, un "hombre instruido en el camino del Señor", llegó a Éfeso y comenzó a hablar en la sinagoga.  Cuando Priscila y Aquila lo oyeron, lo "tomaron a su cargo y le explicaron con mayor precisión el camino de Dios". Hayk Hovhannisyan menciona que "o Priscila no estaba al tanto de [la doctrina de Pablo sobre que una mujer no se le permite enseñar a un hombre], lo cual es prácticamente imposible; o ella lo sabía y decidió rebelarse contra ella o, por el otro lado, que tal doctrina no existía".: 275 

#### María de Betania
En Lucas 10:39, el autor dice que María se sentó "a los pies del Señor". El autor "elige la terminología asociada con el estudio rabínico (comparar Hechos 22:3), lo que sugiere que María se convirtió en alumna de Jesús".: 75 

#### María Magdalena

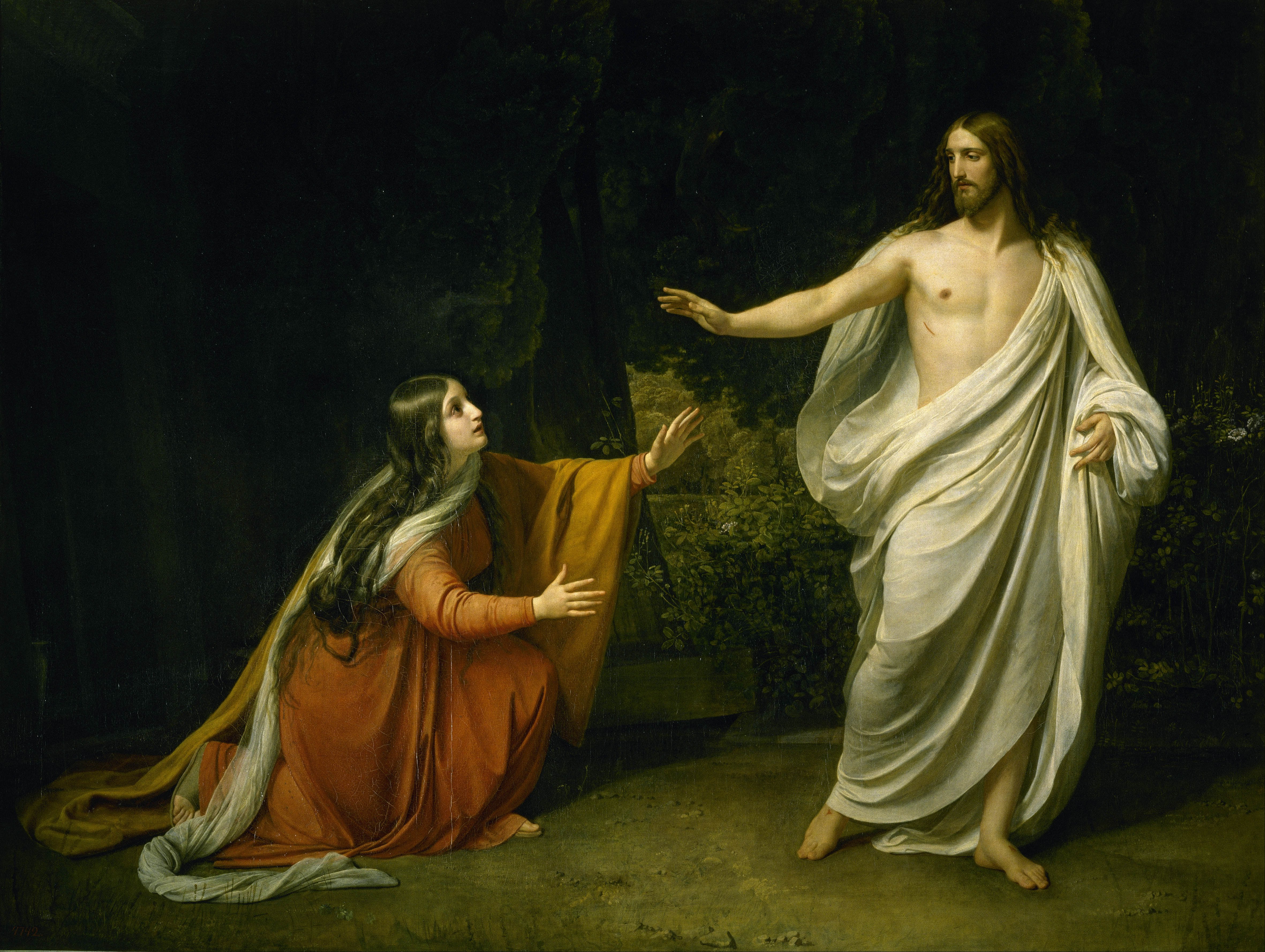
La aparición del Cristo de María Magdalena después de la resurrección (1835) de Alexander Andreyevich Ivanov.

La erudita del Nuevo Testamento, Mary Ann Getty-Sullivan, dice que María Magdalena, o María de Magdala, a veces es "identificada erróneamente como la pecadora que ungió los pies a Jesús según la descripción de Lucas en Lucas 7:36-50. A veces también se la confunde con María de Betania, la hermana de Marta y Lázaro (Juan 12:1-8)", y en otras ocasiones se la identifica como la mujer sorprendida en adulterio (Juan 7:53-8:11), aunque no hay ninguna pista en el texto que indique eso. Lucas la califica como "una que fue sanada", pero por lo demás se sabe poco y nada sobre ella. Tampoco existe evidencia que indique directamente que María Magdalena fue una ex prostituta y, por lado, algunos eruditos creen que fue una mujer adinerada que ayudó y apoyó a Jesús y su ministerio.: 183–187 
La verdadera doctrina del escritor y filósofo grecorromano Celso, que data de alrededor del año 175, es la primera crítica integral conocida del cristianismo y sobrevive exclusivamente en citas y menciones de él en Contra Celsum, una refutación escrita en el año 248 por el teólogo Orígenes de Alejandría. Margaret MacDonald dice que el estudio de las escrituras cristianas de Celso lo llevó a enfocarse en María Magdalena como testigo de la resurrección, como una persona engañada por la "hechicería" con la cual Jesús hacía sus milagros, y como alguien que luego se convierte en uno de los principales "instigadores" y "perpetradores" de Jesús. MacDonald explica que, "En el escrito de Celso, el papel de María Magdalena en la historia de la resurrección denigra su credibilidad (...) Desde el principio hasta el final, [según Celso] la historia de la vida de Jesús ha sido moldeada por las 'imaginaciones fantasiosas' de las mujeres", dando así testimonio al enemigo de la importante relevancia de las mujeres dentro de la iglesia primitiva y de la misma María Magdalena.: 104 
MacDonald ve esta visión negativa de María como un reflejo de las dificultades que tenían lugar dentro de la iglesia en el siglo II. Este llegó a ser un desafío para el papel de María como discípula y para los roles de liderazgo de las mujeres en general. "El desafío a la posición de María se ha evaluado como una indicación de las tensiones entre la existencia del liderazgo de las mujeres dentro de las comunidades cristianas y los puntos de vista tradicionales grecorromanos sobre los roles de género ya establecidos".: 105 MacDonald agrega que "Varios textos apócrifos y gnósticos brindan evidencia de tal controversia".: 105 

#### Herodías y su hija

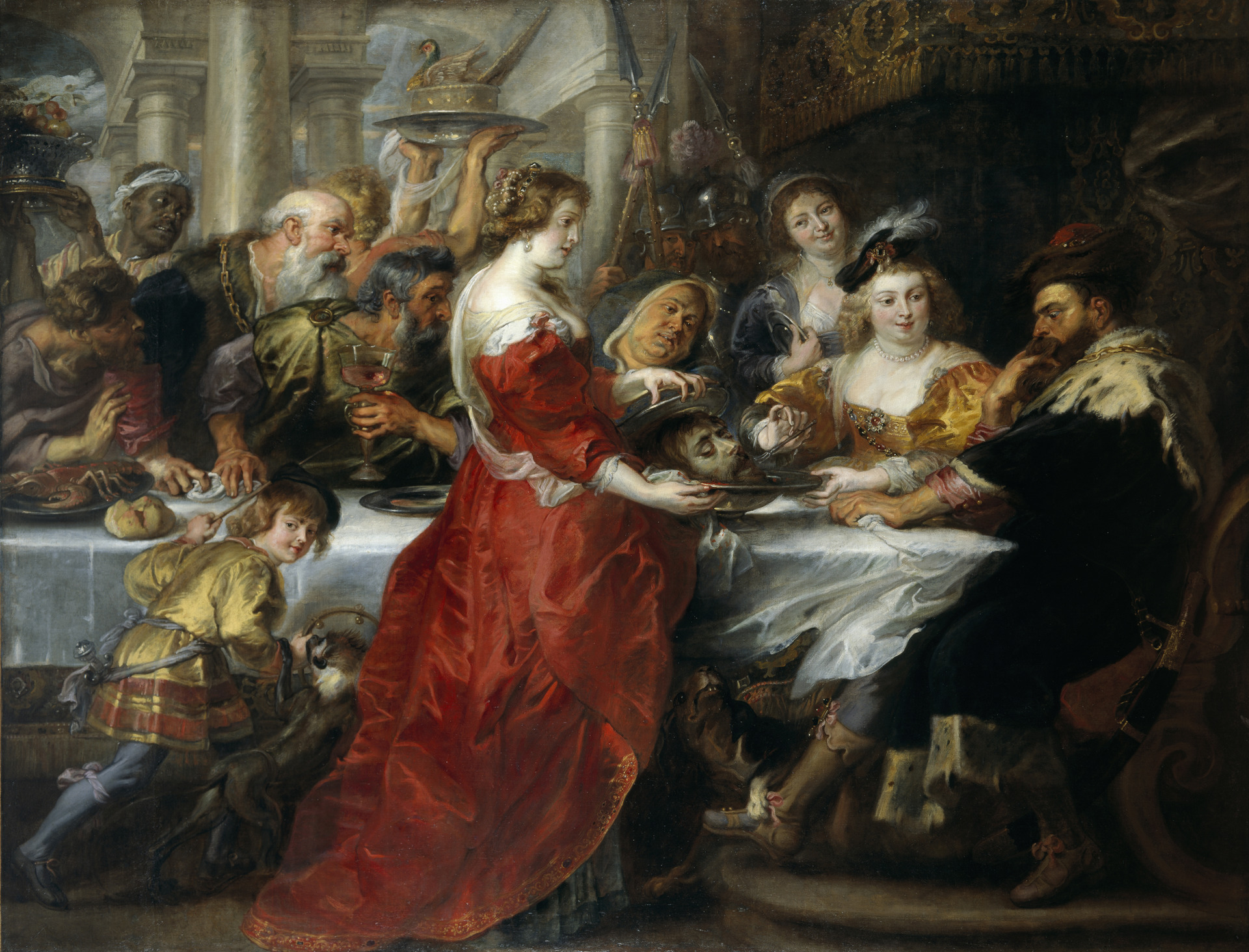
El Festín de Herodes, Peter Paul Rubens..

En los Evangelios de Mateo y Marcos, estas mujeres están involucradas en la ejecución de Juan el Bautista. Herodías quería matar a Juan, porque había dicho que su segundo matrimonio era ilegítimo e ilegal, pero su esposo, el rey Herodes, lo impidió. En el cumpleaños de Herodes, la hija de Herodías bailó para él, y él se alegró tanto que juró, delante de testigos, que le daría lo que ella quisiera. Su madre le indicó que le pidiera la cabeza decapitada de Juan el Bautista en una bandeja y Herodes, tristemente, se vio obligado a acceder. Juan, quien estaba encarcelado, fue decapitado, la cabeza dada a la hija, y ella se la dio a su madre.
La hija de Herodías no tiene nombre en los textos canónicos, pero fuera de la Biblia se la conoce como Salomé.

#### Safira

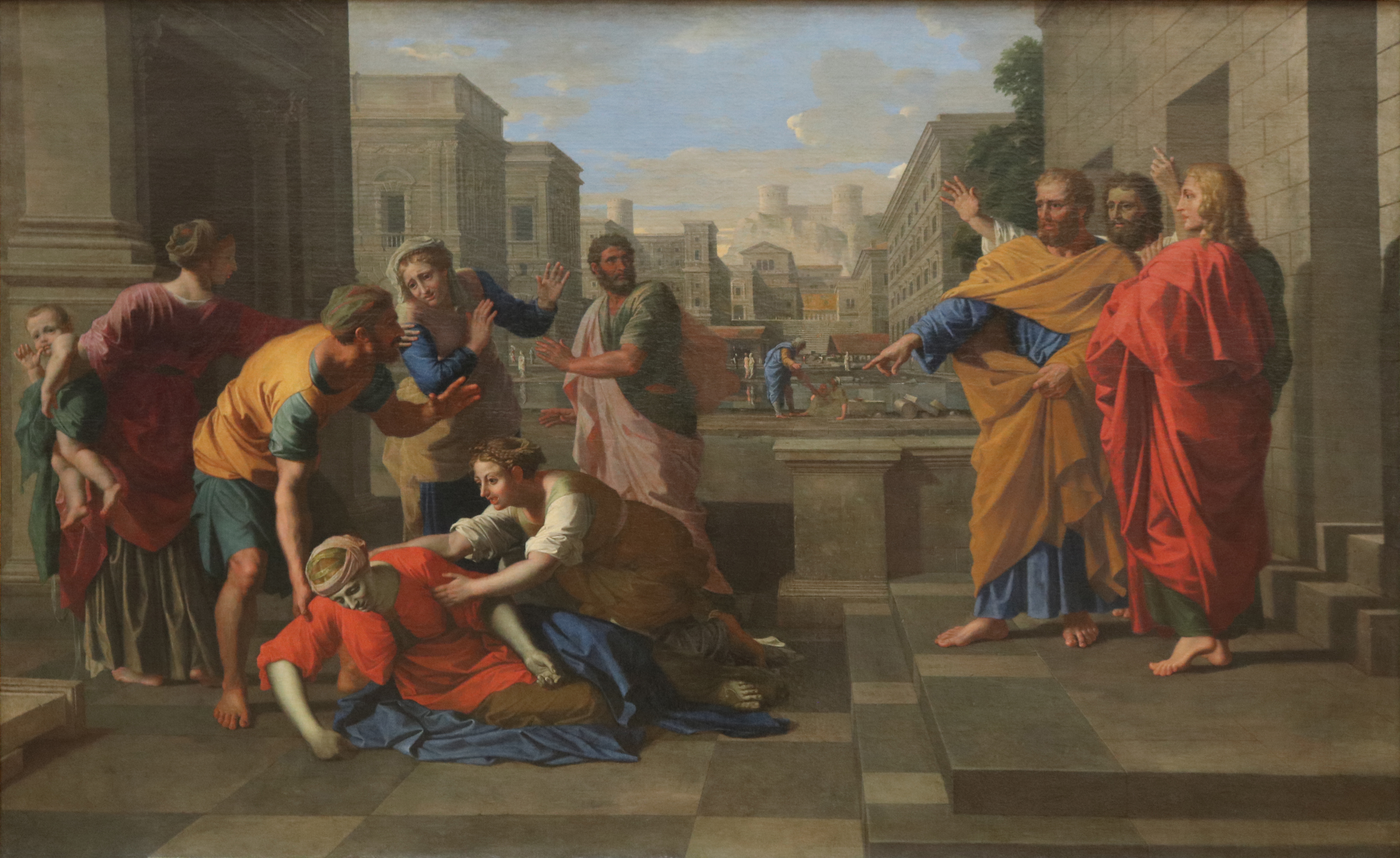
La muerte de Safira de Nicolas Poussin.

Ananías y su esposa Safira eran, según el capítulo 5 del libro de Hechos de los Apóstoles, miembros de la iglesia cristiana primitiva en Jerusalén. La narración cuenta sus muertes repentinas después de haber mentir sobre el dinero.
Como se dijo al comienzo del capítulo 5 de Hechos, Ananías y Safira vendieron una propiedad pero secretamente se quedaron con una parte de las ganancias. Ananías entonces le llevó lo que había quedado del dinero a Pedro. Pedro respondió: "¿cómo es posible que Satanás haya llenado tu corazón para que le mintieras al Espíritu Santo y te quedaras con parte del dinero que recibiste por el terreno?", porque como se narra al final del anterior capítulo del Libro de Hechos (Hechos 4:32): "Todos los creyentes eran de un solo sentir y pensar. Nadie consideraba suya ninguna de sus posesiones, sino que las compartían". Pedro señaló que Ananías tenía el control del dinero una vez efectuada la venta y podía darlo o quedarse con él como le pareciera, pero había retenido una parte.  Pedro declaró que Ananías no le había mentido a los hombres, sino a Dios. Y en ese mismo momento Ananías cayó muerto. Tres horas después de la muerte de Ananías llegó su esposa, Safira, sin saber lo que había sucedido. Pedro le preguntó el precio de las tierras que ella y Ananías habían vendido, y Safira dijo el mismo precio falso que Ananías le había dicho a Pedro. Entonces ella también cayó muerta.
El teólogo James Dunn describe esta historia como "uno de los episodios más enervantes de todo el Nuevo Testamento.

### Las epístolas paulinas y las mujeres
El Apóstol Pablo fue el primer escritor en dar directivas eclesiásticas sobre el papel de la mujer en la iglesia. Algunos de ellas son ahora fuertemente debatidas. Los contraargumentos principales son que algunos de los escritos atribuidos a Pablo podrían ser, en realidad, interpolaciones pseudoepígrafas pospaulinas.  Los eruditos están mayoritariamente de acuerdo en que ciertos textos atribuidos a Pablo y las epístolas paulinas han brindado mucho apoyo a formar la visión del papel de la mujer como subordinada.: 22–34  Otros han afirmado que la cultura ha impuesto una traducción muy específica sobre los textos que Pablo nunca apoyó.: 80–97 

#### 1 Corintios 14:34-35
Estos versículos se leen en la Nueva Versión Internacional (NVI): "guarden las mujeres silencio en la iglesia, pues no les está permitido hablar. Que estén sumisas, como lo establece la ley. Si quieren saber algo, que se lo pregunten en casa a sus esposos; porque no está bien visto que una mujer hable en la iglesia.".

#### 1 Timoteo 2:11-15
Estos versículos en la versión de Nueva Biblia de las Américas dicen lo siguiente: "Que la mujer aprenda calladamente, con toda obediencia. Yo no permito que la mujer enseñe ni que ejerza autoridad sobre el hombre, sino que permanezca callada. Porque Adán fue creado primero, después Eva. Y Adán no fue el engañado, sino que la mujer, siendo engañada completamente, cayó en transgresión. Pero se salvará engendrando hijos, si permanece en fe, amor y santidad, con modestia".

#### 1 Timoteo 5:3-16
1 Timoteo 5:3-16 menciona que "Debes ayudar a las viudas, si estas no tienen quien las ayude. Pero si tienen hijos o nietos, estos deben hacerse cargo de ellas, porque su responsabilidad empieza con los de su propia familia. Así corresponderán al amor de sus padres y abuelos, porque eso le agrada a Dios. La viuda que ha quedado enteramente sola, acude a Dios en busca de ayuda y pasa día y noche en oración y súplica. Pero la viuda que se entrega al placer, ya está muerta en vida. Encárgales a todos estas reglas para que no tengan de qué acusarlos. El que no se ocupa de los suyos, especialmente de los de su propia familia, ha negado la fe y es peor que un infiel. Para que una viuda pueda estar inscrita en la lista, debe tener por lo menos sesenta años de edad y no haber tenido más de un esposo. Tiene que haberse labrado una sana reputación por sus buenas obras, como por ejemplo, haber educado bien a sus hijos, haber sido hospitalaria, haber lavado los pies de los que son del pueblo santo, haber brindado ayuda a los que sufren y haber sido bondadosa en todo. as viudas más jóvenes no deben figurar en la lista porque lo más probable es que más adelante se dejen llevar por sus deseos, se alejen de Cristo y se quieran casar. Así serán culpables de haber faltado a su compromiso anterior. Además, se acostumbran a estar ociosas y andar de casa en casa y se vuelven perezosas, chismosas y entrometidas, hablando de lo que no deben. Por eso, exhorto a las viudas jóvenes a que se casen de nuevo, que tengan hijos y que lleven bien su hogar. Así el enemigo no podrá hablar mal de ellas. Temo que algunas ya se hayan descarriado para seguir a Satanás. Si alguna mujer creyente tiene una viuda en la familia, está obligada a mantenerla, y no debe dejarle esta carga a la iglesia. Así la iglesia puede dedicar sus recursos al cuidado de las viudas que no tienen a nadie en este mundo".

#### 1 Corintios 11:2-16
En la traducción de la Nueva Versión Internacional, estos versículos se lee: "Los elogio porque se acuerdan de mí en todo y retienen las enseñanzas, tal como se las transmití. Ahora bien, quiero que entiendan que Cristo es cabeza de todo hombre, mientras que el hombre es cabeza de la mujer y Dios es cabeza de Cristo. Todo hombre que ora o profetiza con la cabeza cubierta deshonra al que es su cabeza. En cambio, toda mujer que ora o profetiza con la cabeza descubierta deshonra al que es su cabeza; es como si estuviera rasurada. Si la mujer no se cubre la cabeza, que se corte también el cabello; pero, si es vergonzoso para la mujer tener el pelo corto o la cabeza rasurada, que se la cubra. El hombre no debe cubrirse la cabeza, ya que él es imagen y gloria de Dios, mientras que la mujer es gloria del hombre. De hecho, el hombre no procede de la mujer, sino la mujer del hombre; ni tampoco fue creado el hombre a causa de la mujer, sino la mujer a causa del hombre. Por esta razón, y a causa de los ángeles, la mujer tiene autoridad sobre su cabeza. Sin embargo, en el Señor, ni la mujer existe aparte del hombre ni el hombre aparte de la mujer. Porque así como la mujer procede del hombre, también el hombre nace de la mujer; pero todo proviene de Dios. Juzguen ustedes mismos: ¿Es apropiado que la mujer ore a Dios sin cubrirse la cabeza? ¿No les enseña el mismo orden natural de las cosas que es una vergüenza para el hombre dejarse crecer el cabello, mientras que es una gloria para la mujer llevar cabello largo? Es que a ella se le ha dado su cabellera como velo. Si alguien insiste en discutir este asunto, tenga en cuenta que nosotros no tenemos otra costumbre, ni tampoco las iglesias de Dios".

### 1 Pedro respecto a las mujeres
En 1 Pedro 3 se exhorta a las esposas a someterse a sus maridos para que así "puedan ser ganados". (Esposas, sométanse a sus esposos, de modo que, si algunos de ellos no creen en la palabra, puedan ser ganados más por el comportamiento de ustedes que por sus palabras, al observar su conducta íntegra y respetuosa).

## La sexualidad femenina dentro de la iglesia primitiva
El erudito en literatura clásica Kyle Harper hace referencia al historiador Peter Brown al mostrar que la sexualidad (especialmente la sexualidad femenina) estuvo en el centro del conflicto inicial sobre el lugar del cristianismo en el mundo. Las opiniones respecto a la sexualidad en la iglesia primitiva eran muy diversas y se debatían ferozmente dentro de las distintas comunidades; estos debates doctrinales tuvieron lugar dentro de los límites de las ideas de las cartas escritas por Pablo y en el contexto de una minoría a menudo perseguida que busca definirse a sí misma dentro del mundo que la rodea.  En sus cartas, Pablo a menudo trató de encontrar una solución intermedia entre estas disputas, que incluía a personas que consideraban que el evangelio los liberaba de todos los límites morales, y aquellos que adoptaban posturas morales muy estrictas.: 1–14, 84–86, 88  Los conflictos sobre la sexualidad para con la cultura que rodeaba al cristianismo, así como dentro del cristianismo mismo, llegaban a ser violentos. Muchos eruditos creen que estos conflictos afectaron el contenido de la Biblia en las epístolas paulinas posteriores.: 164 : 1–11  Por ejemplo, en la cultura romana, se requería que las viudas se volvieran a casar a los pocos años de la muerte de su esposo, pero a las viudas cristianas no se les requería que se volvieran a casar y podían optar libremente por permanecer solteras y célibes, respaldadas con el apoyo de la iglesia.: 1–7  Como dice Harper: "La iglesia desarrolló la noción radical de libertad individual centrada en un paradigma libertario de agencia sexual completa".: 4  Muchas viudas y mujeres solteras optaban por no casarse, permanecían célibes y animaban a otras mujeres a seguir su forma de vida, pero la respuesta pagana a esta actividad femenina fue negativa y, a veces, violenta hacia el cristianismo en general.: 164  Margaret MacDonald demuestra que estas peligrosas circunstancias probablemente fueron los catalizadores del "cambio de perspectiva con respecto a las mujeres solteras desde los [primeros] días de Pablo hasta la época de las epístolas pastorales".: 164 
Las estructuras ético-sexuales de la sociedad romana estaban construidas directamente sobre el estatus, y el pudor y la vergüenza sexuales tenían diferente significado para los hombres que para las mujeres, y para los más agraciado que para los pobres, y para el ciudadano libre que para el esclavo.: 7  En el Imperio Romano, la vergüenza era un concepto social que siempre estaba mediado por el género y el estatus. La profesora de textos clásicos, Rebecca Langlands, explica que: "No era suficiente que una esposa simplemente regulara su comportamiento sexual de las maneras aceptadas; se requería que su virtud en esa área fuera absolutamente conspicua". : 10, 38  Younger dice que a los hombres, por otro lado, se les permitía vivir con concubinas llamadas pallake.  La sociedad romana no concebía la idea de que los esclavos tuvieran una vida ética interna ni pudieran sentir la más mínima vergüenza, ya que no tenían estatus, por lo que los conceptos de moralidad sexual no eran aplicables a los esclavos.: 84–86, 88  Langlands señala que este sistema de valores permitió a la sociedad romana considerar que el control que ejercía el marido sobre el comportamiento sexual de la esposa era un asunto de gran importancia y, al mismo tiempo, ver las relaciones sexuales del marido con jóvenes esclavos como algo poco relevante.: 12, 20 
Harper menciona que: "El modelo del comportamiento sexual normalizado que se desarrolló a partir de las reacciones de Pablo a la cultura erótica que lo rodeaba (...) era una propuesta alternativa al orden social del imperio romano".: 85  Para Pablo, según dice Harper, "el cuerpo era un espacio consagrado, un punto de mediación entre lo individual y lo divino": 88–92  La obligación de tener un autocontrol sexual se impuso por igual a todas las personas de las comunidades cristianas, hombres y mujeres, esclavos y personas libres. En las cartas de Pablo, porneia, (un nombre único para englobar una serie de comportamientos sexuales fuera de las relaciones maritales), se convirtió en un concepto definitorio central de la moralidad sexual, y el evitarlo, una señal clave de elegir seguir a Jesús. La moral sexual podía mostrarse renunciando al sexo por completo y practicando la castidad, permaneciendo virgen o teniendo relaciones sexuales solo dentro del matrimonio.: 88–92  Harper indica que esto fue una transformación en la lógica de la moralidad sexual como algo mucho más personal en lugar de solamente social, espiritual en lugar de meramente físico, y para todos en lugar de solo para aquellos que gozaban de cierto estatus.: 6, 7 